# Biserica Sfânta Treime din Rășinari

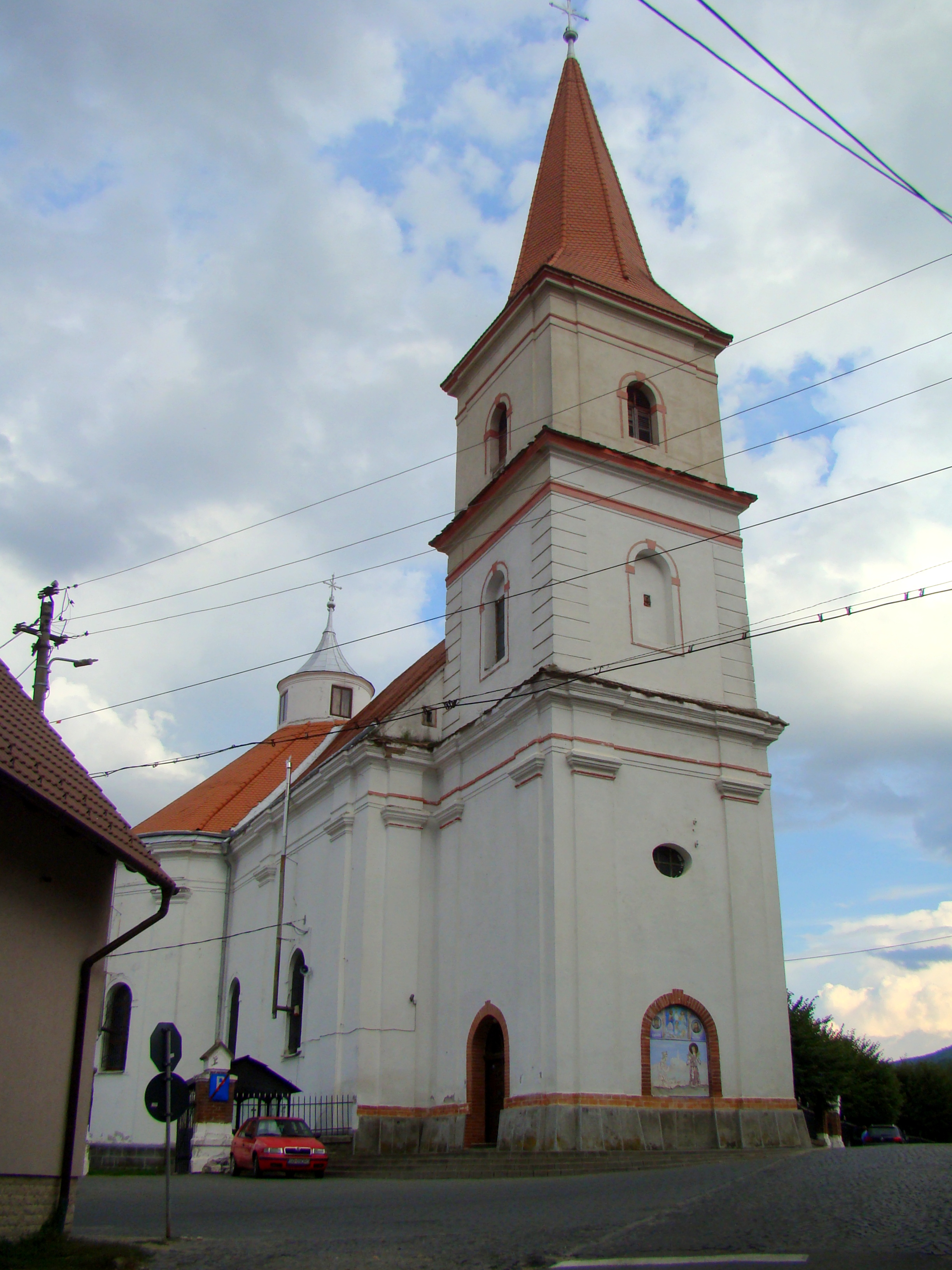
Biserica Sfânta Treime din Rășinari (septembrie 2021)

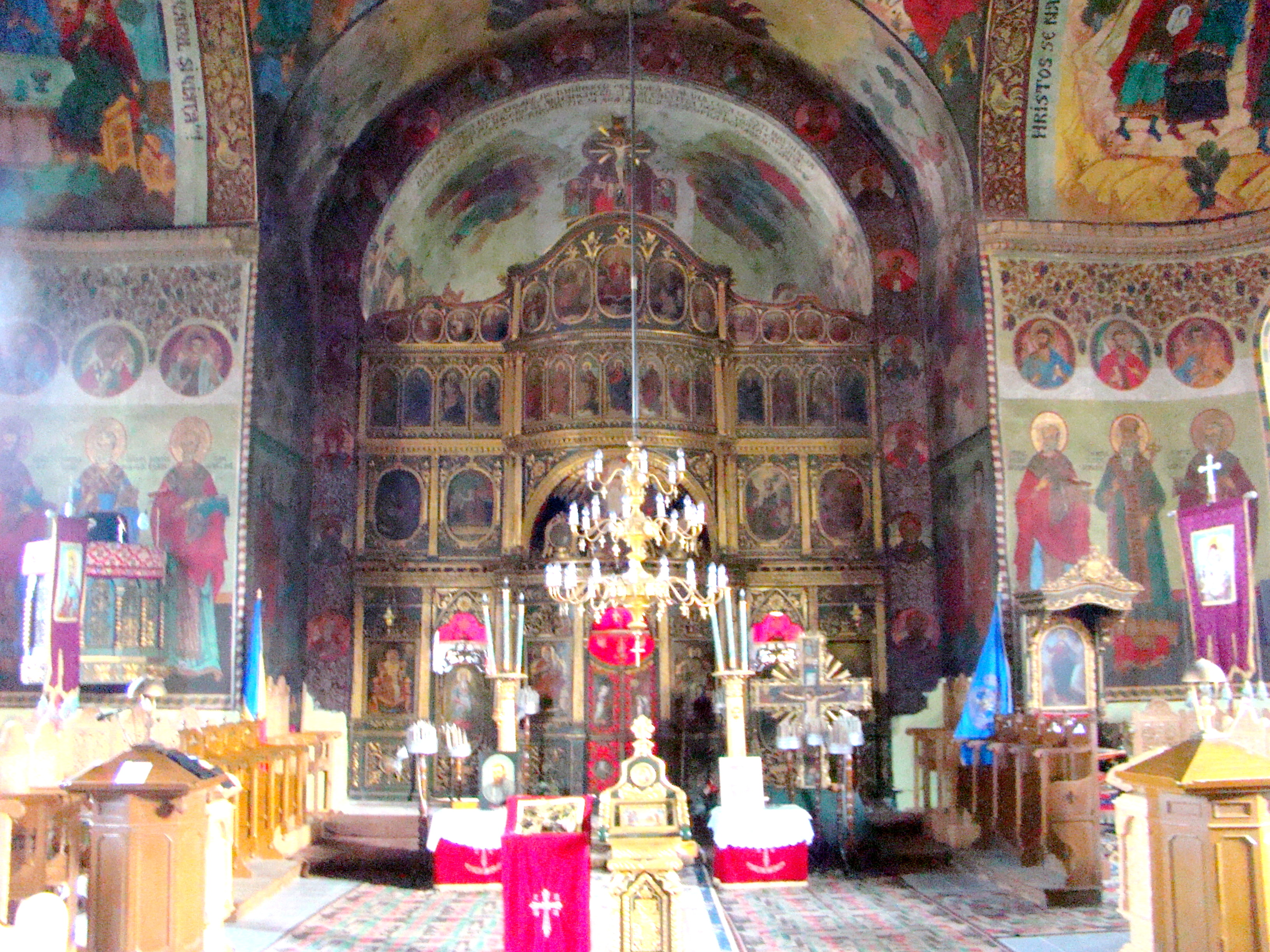
Nava spre iconostas

Biserica Sfânta Treime este un lăcaș de cult ortodox aflat pe teritoriul satului Rășinari, comuna Rășinari. A fost construită între anii 1800-1814.

## Localitatea
Rășinari, colocvial Rășinar, (în germană Städterdorf, Städerdorf, în maghiară Resinár, în latină Ressinarium) este satul de reședință al comunei cu același nume din județul Sibiu, Transilvania, România. Prima menționare documentară este din anul 1204.

## Istoric și trăsături
Biserica cu hramul „Sfânta Treime” se mai întâlnește în documente și ca „Biserica din câmp”, „Biserica din Copăcele”, „Biserica mare” sau „Biserica nouă”. Aceasta a fost zidită între anii 1800-1814, din donația substanțială în bani a ctitorului principal Ioan Bungărzan din Rășinari, din donațiile credincioșilor dar și din ajutoarele obținute de la comună. De asemenea s-au primit ajutoare și de peste munți, de la donatori, în frunte cu Grigorie Brâncoveanu, strănepotul domnitorului Constantin Brâncoveanu.
Biserica a fost sfințită în ziua de 12 septembrie 1815 de către episcopul Vasile Moga, ajutat de un sobor de protopopi, preoți și diaconi, în număr de 14 persoane.
Date despre zidirea și sfințirea bisericii se găsesc în însemnările preotului Vasile Papp de la Stează din Rășinari. În hrisovul „Non Unitum Resinariensem De Stiaze”, întocmit de Vasile Papp, găsit în anul 1951 în globul crucii de pe turnul bisericii scrie:
„ „...la 1801 ... au repetat slobodul și crăiescul sat Răsinar milostivă slobozenie să mai ridice a Sfântă Biserică, care s-a ridicat, cea din Copăcele numită Hramul Sfintei și Nedespărțitei Troițe, la care cu ajutorul pre Bunului Dumnezeu prin multe și nedespărțite cheltuieli ale obștii ... s-au pus piatră de Fundament ... și s-a lucrat până la anul 1807, apoi au stat cu lucrul pe loc ...””—Vasile Papp
.
Biserica este construită în formă de bazilică, cu două abside laterale semirotunde, altar semirotund și cu clopotniță pătrată deasupra tinzii. În exterior, biserica e concepută în stilul renașterii italiene târzii, cu capiteluri dorice și arhitrave individuale. Acoperișul clopotniței, ascuțit, are 4 fețe în formă simplă gotică.
Mitropolitul Andrei Șaguna cerceta adesea această biserică, mai ales la sărbători, iar la 15 august 1865 a sfințit în ea "întru arhiereu" pe episcopul Ioan Popazu al Caransebeșului, cu care prilej a donat un frumos policandru care se găsește și astăzi în biserică.

## Vezi și
- Rășinari, Sibiu

## Imagini din exterior

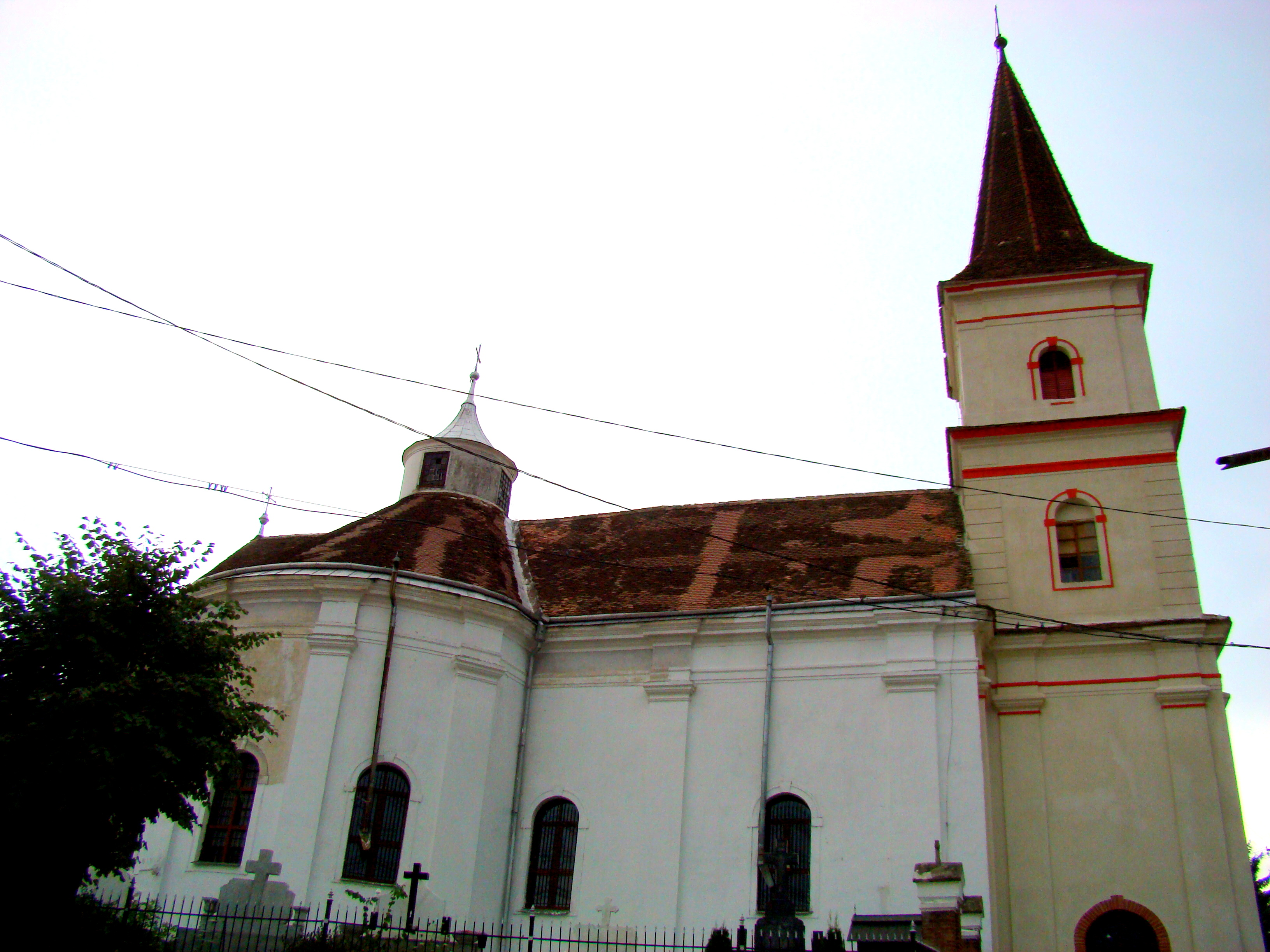
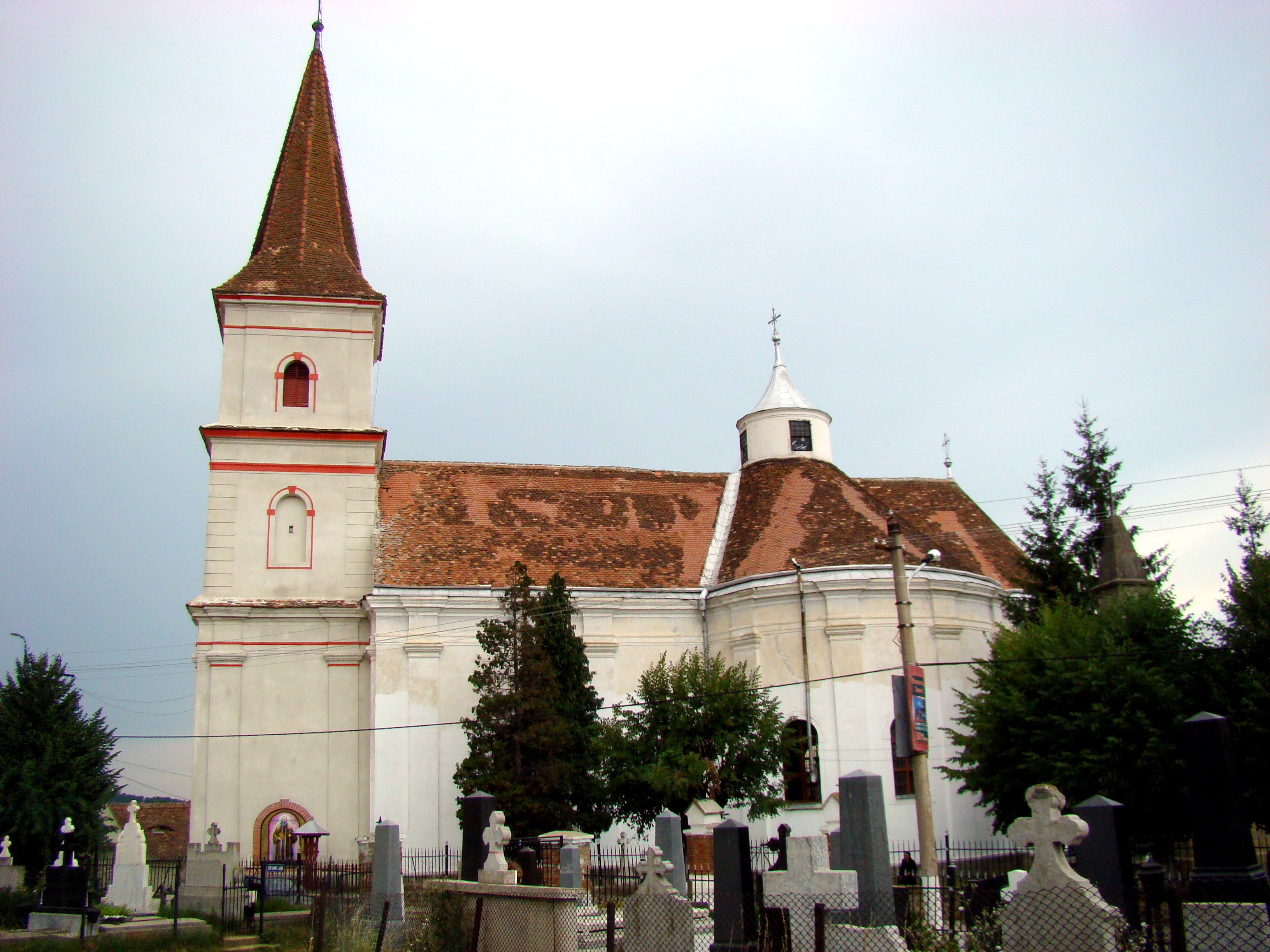
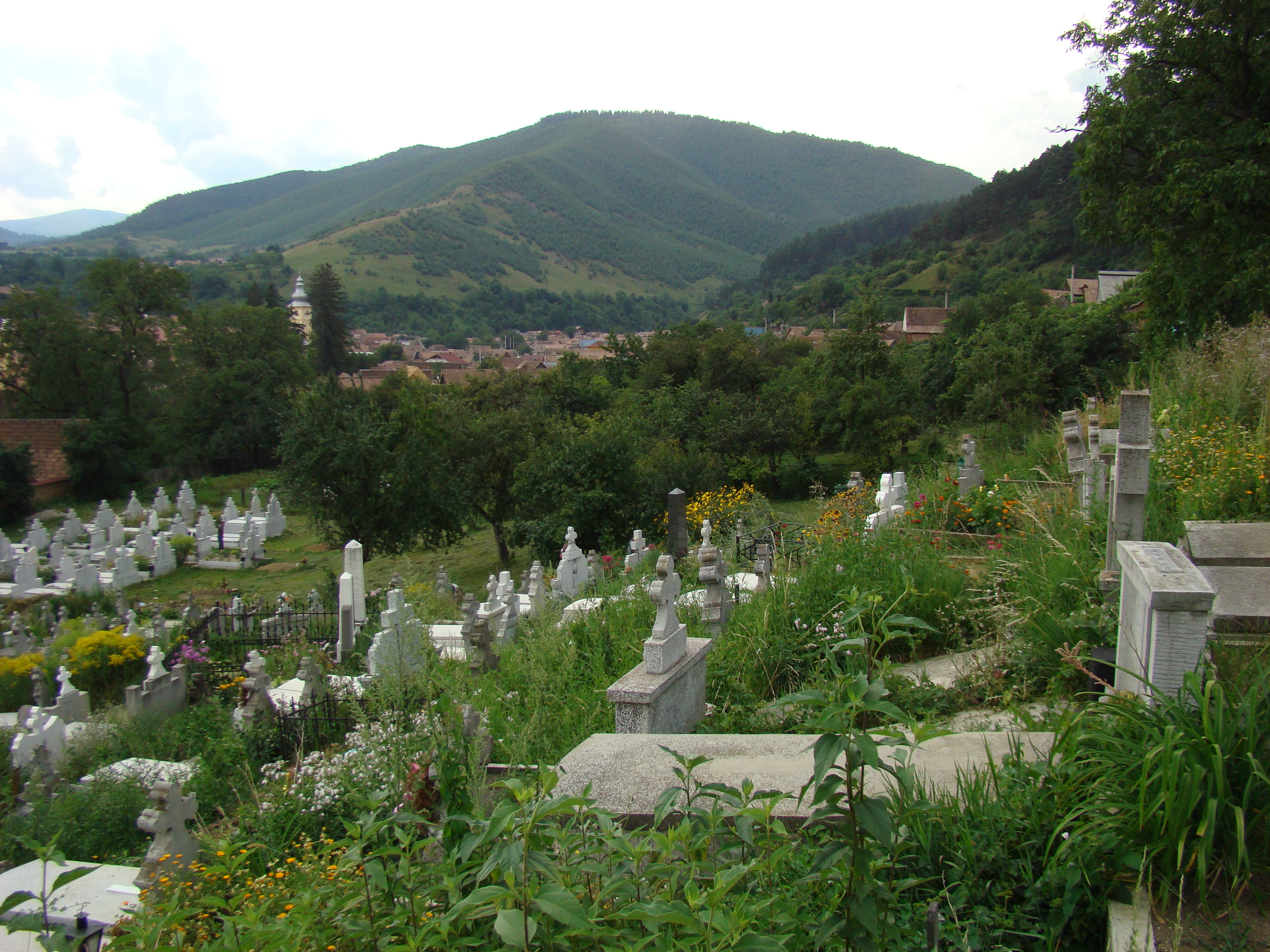
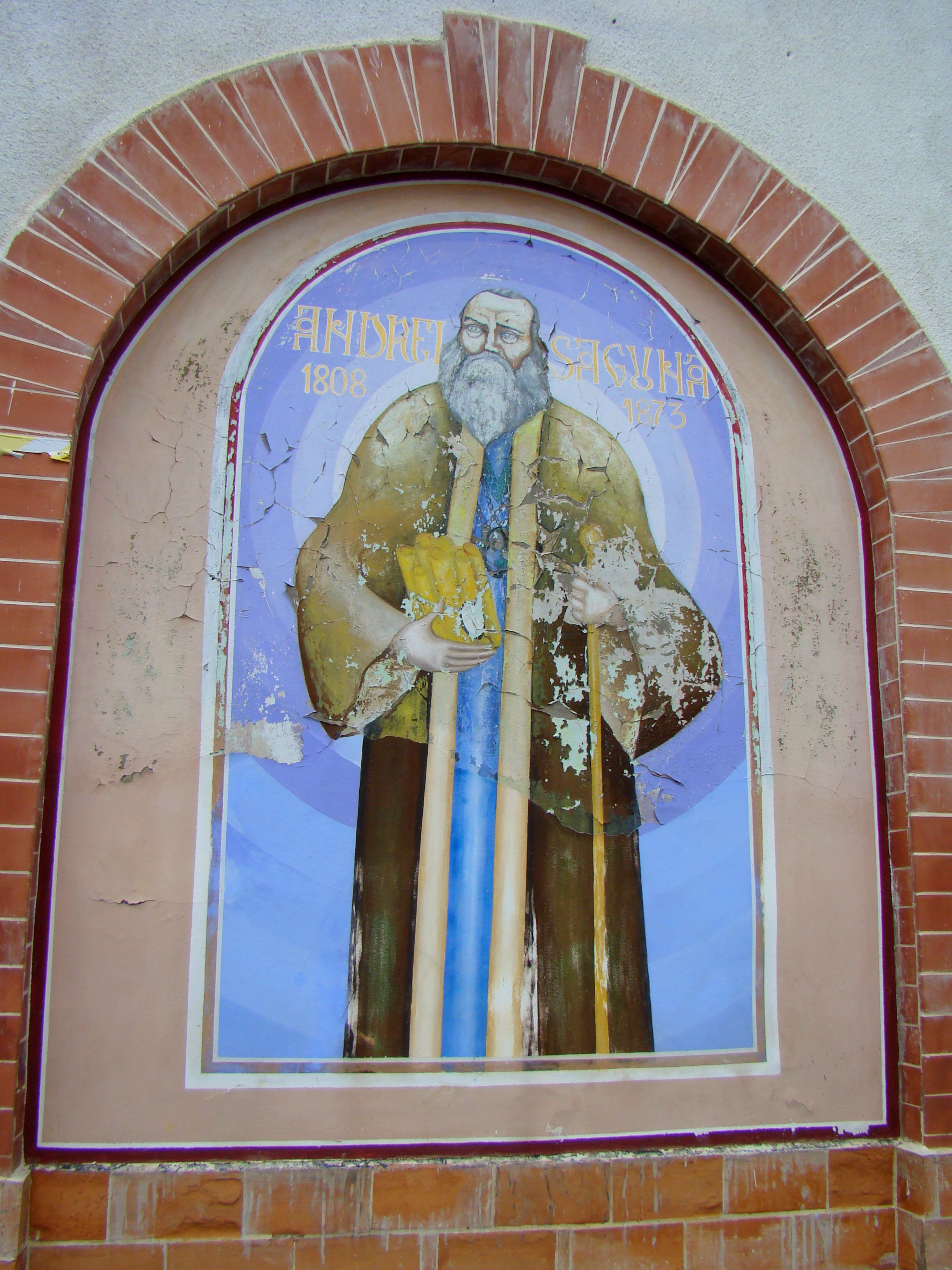
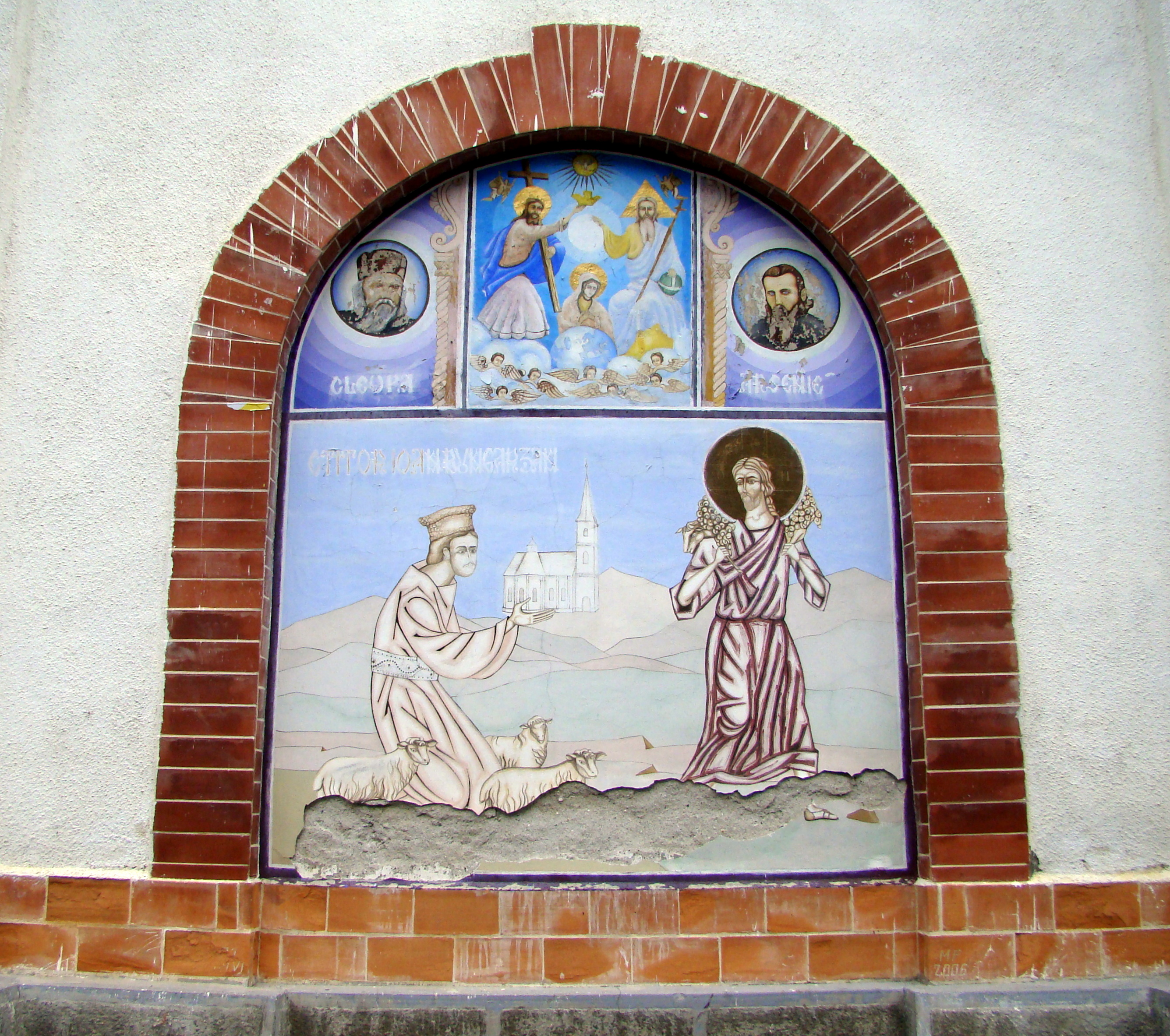
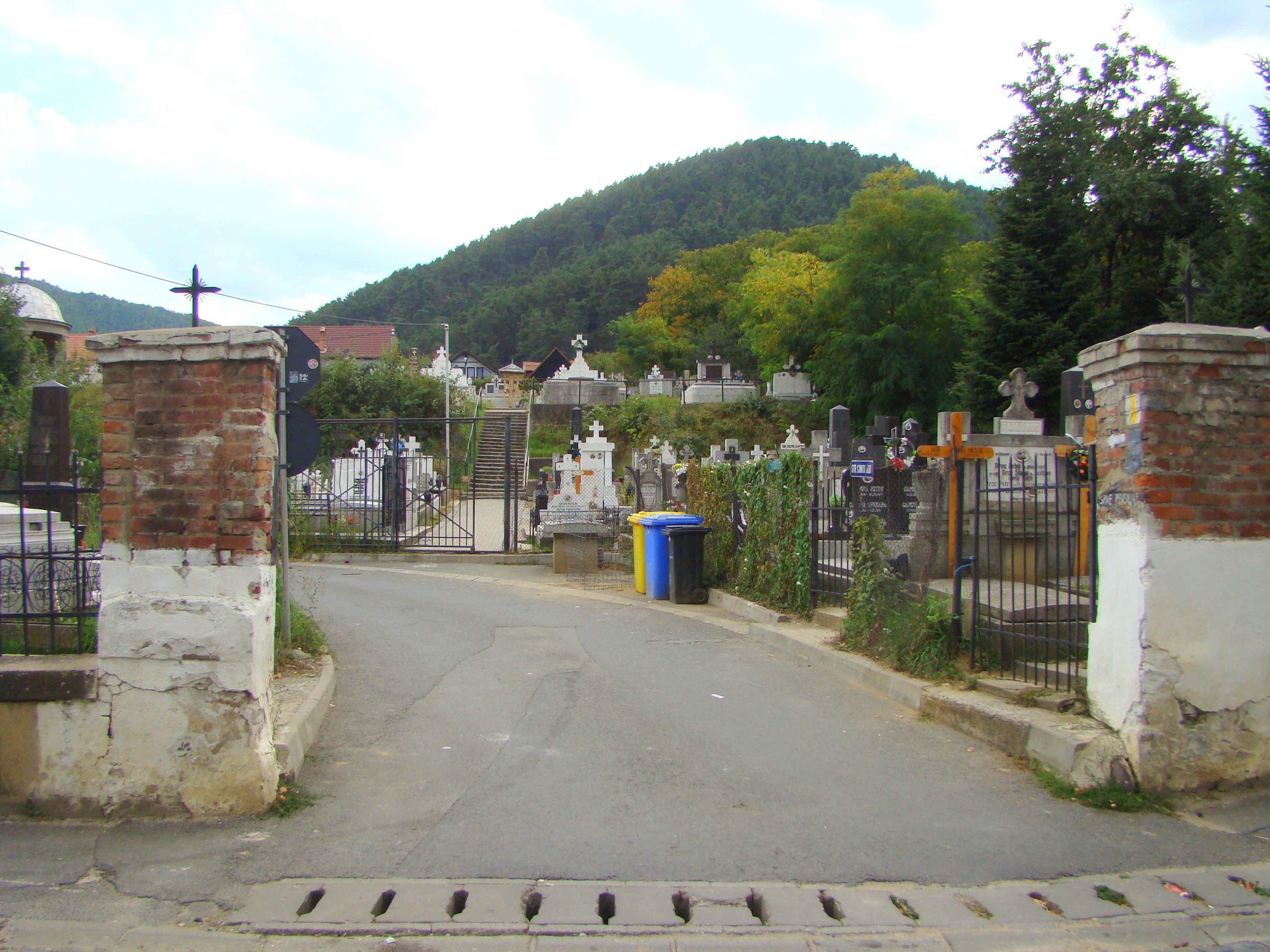
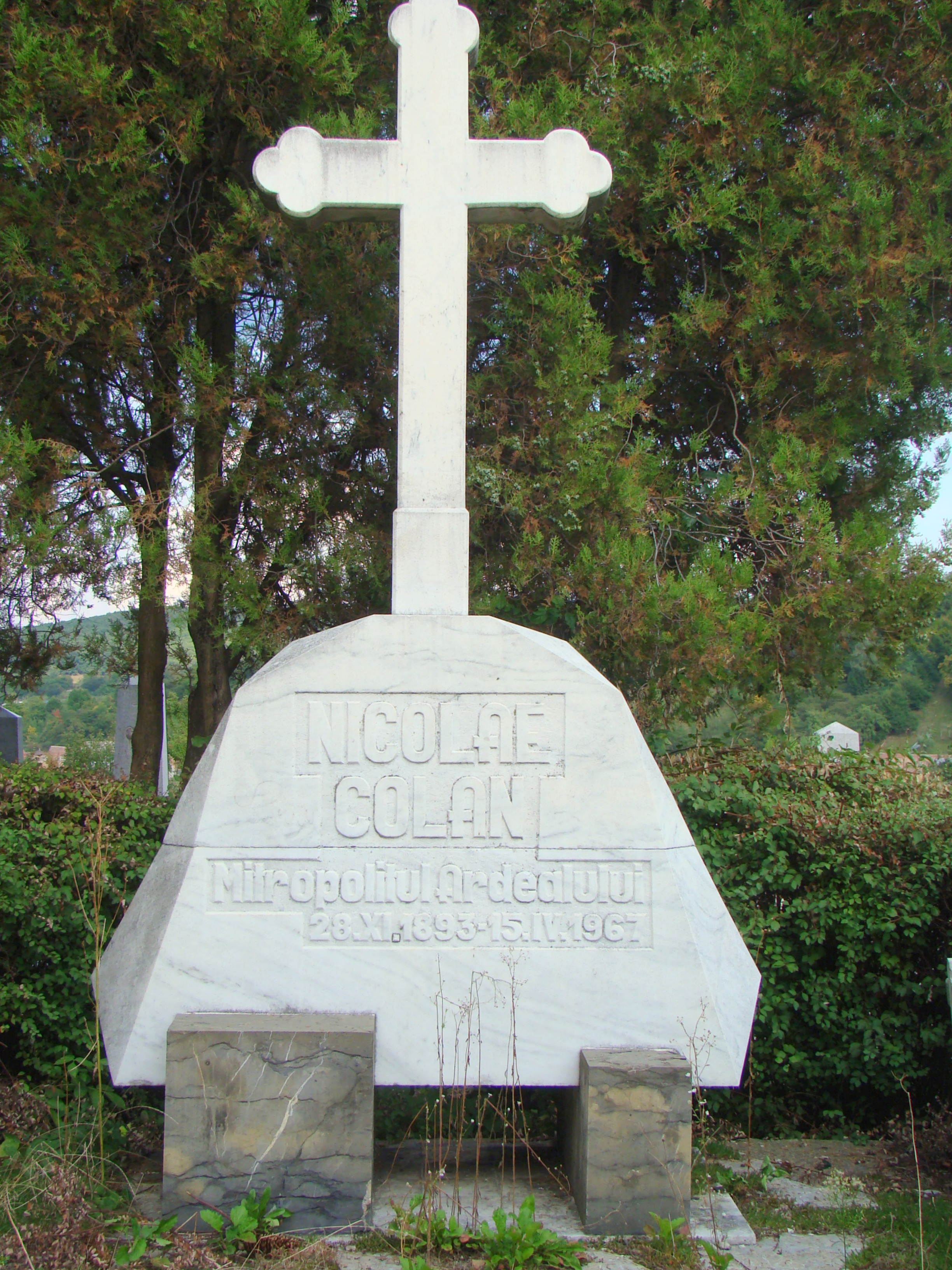
Mormântul mitropolitului Nicolae Colan
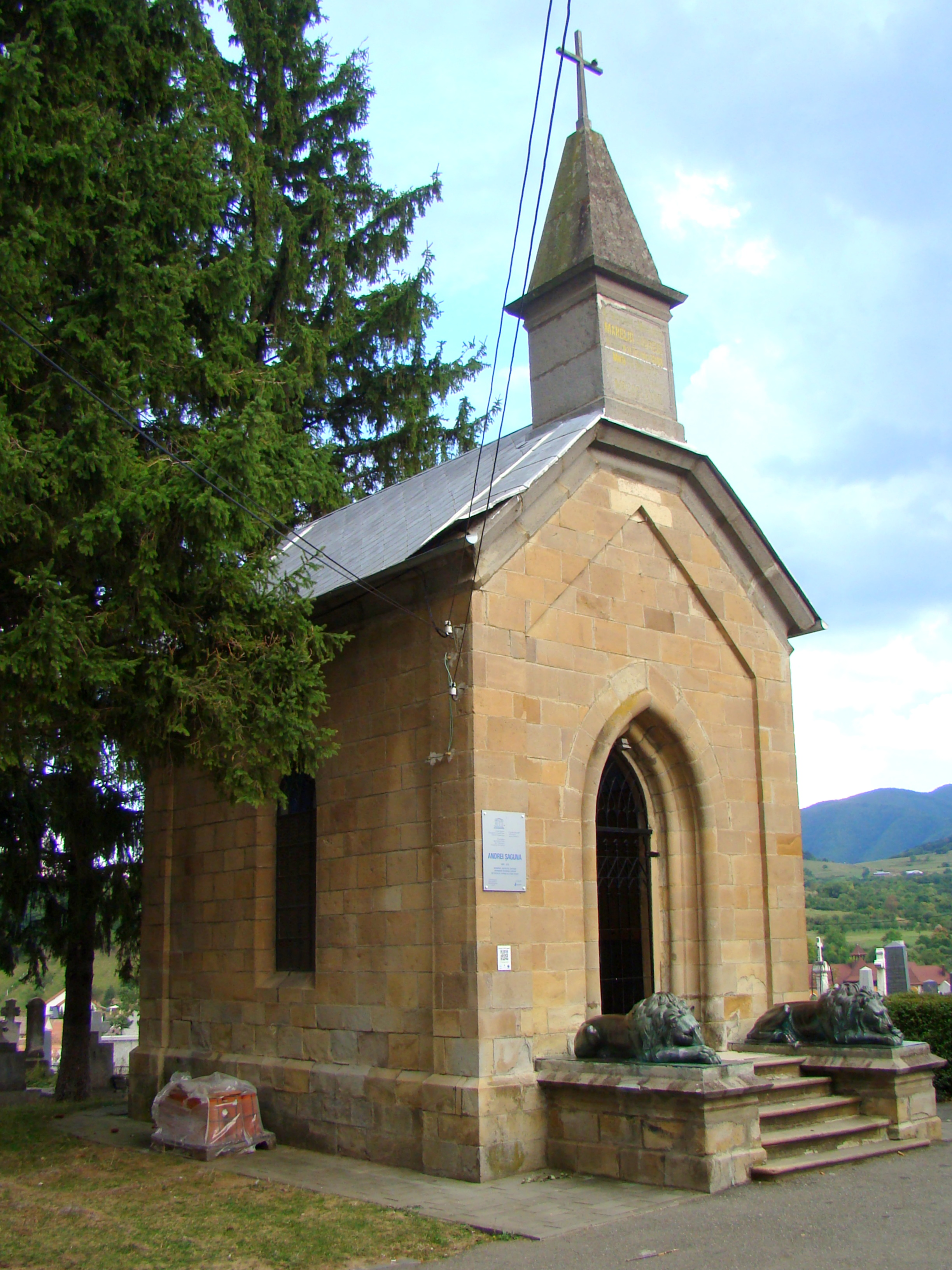
Mausoleul mitropolitului Andrei Șaguna (monument istoric)
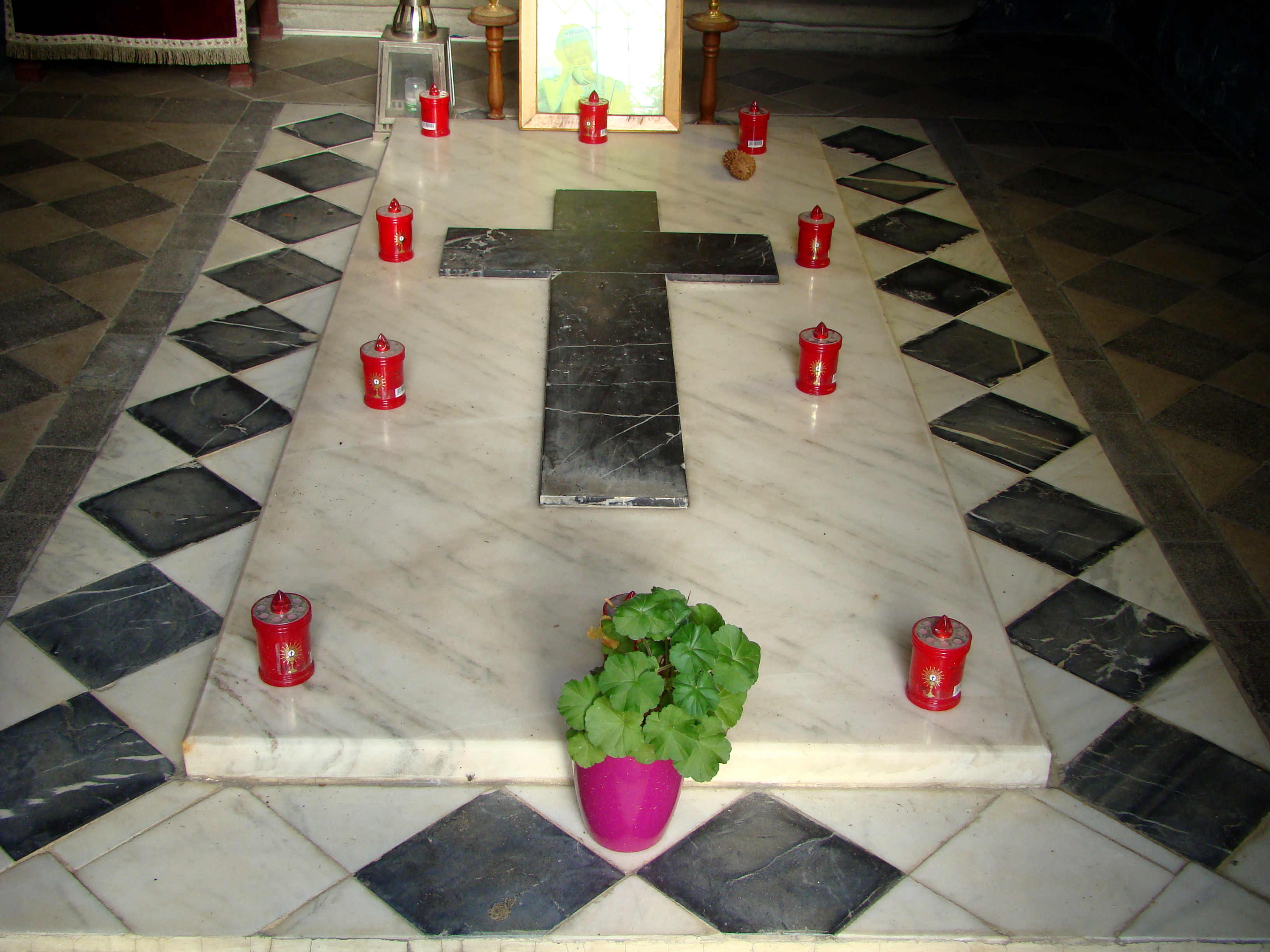
Mausoleul mitropolitului Andrei Șaguna (monument istoric)
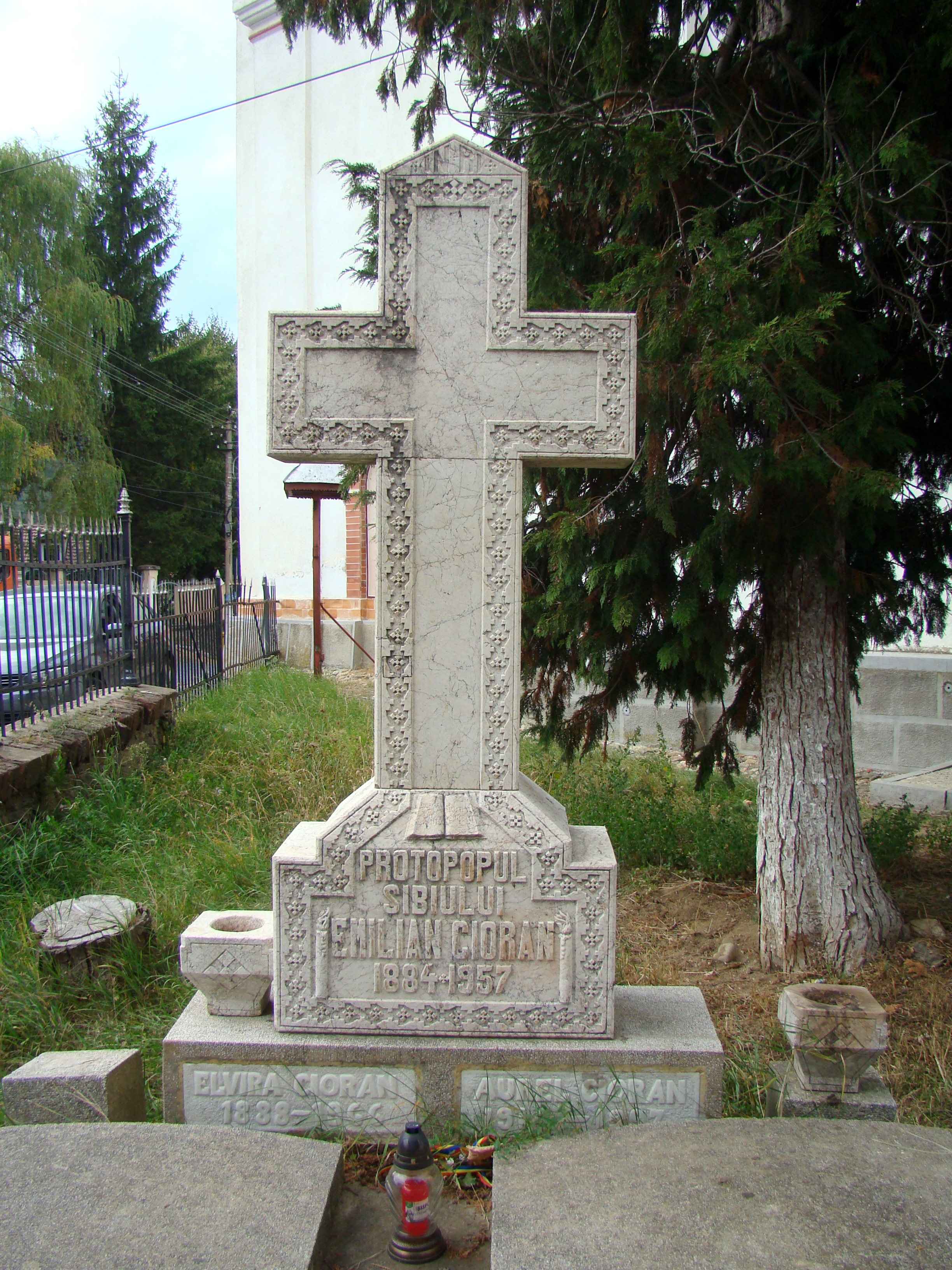
Mormântul protopopului Sibiului Emilian Cioran

## Imagini din interior

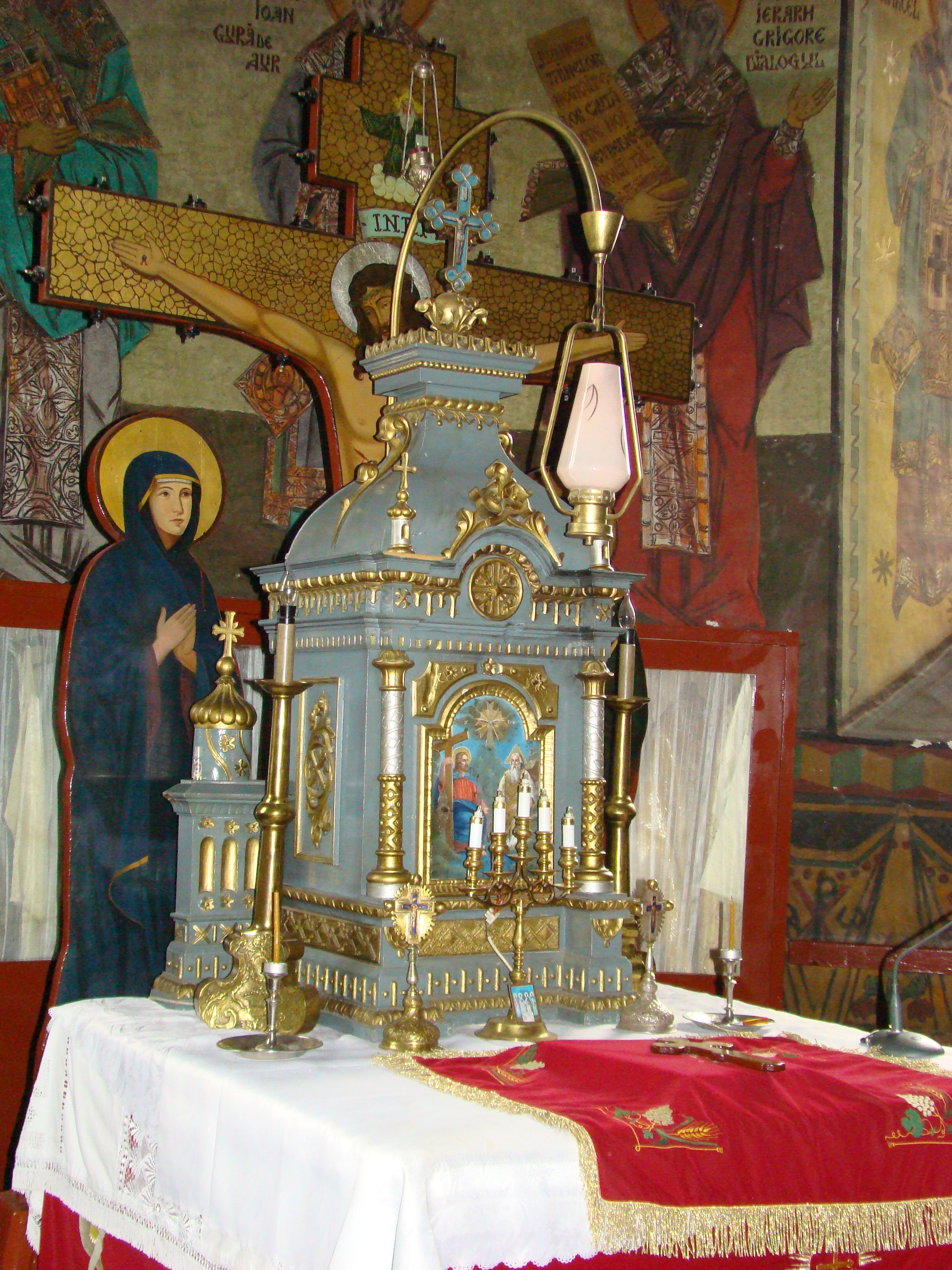
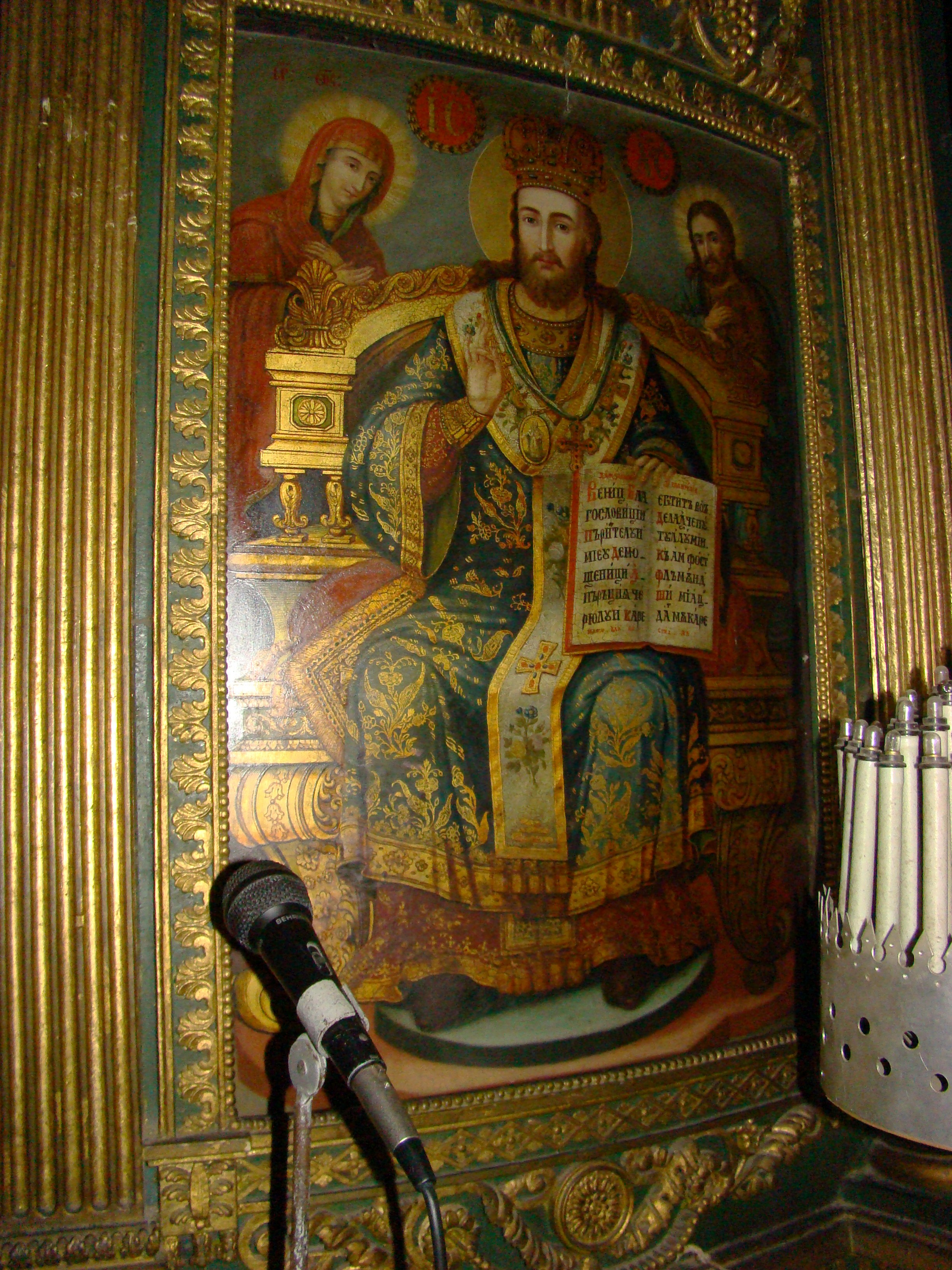
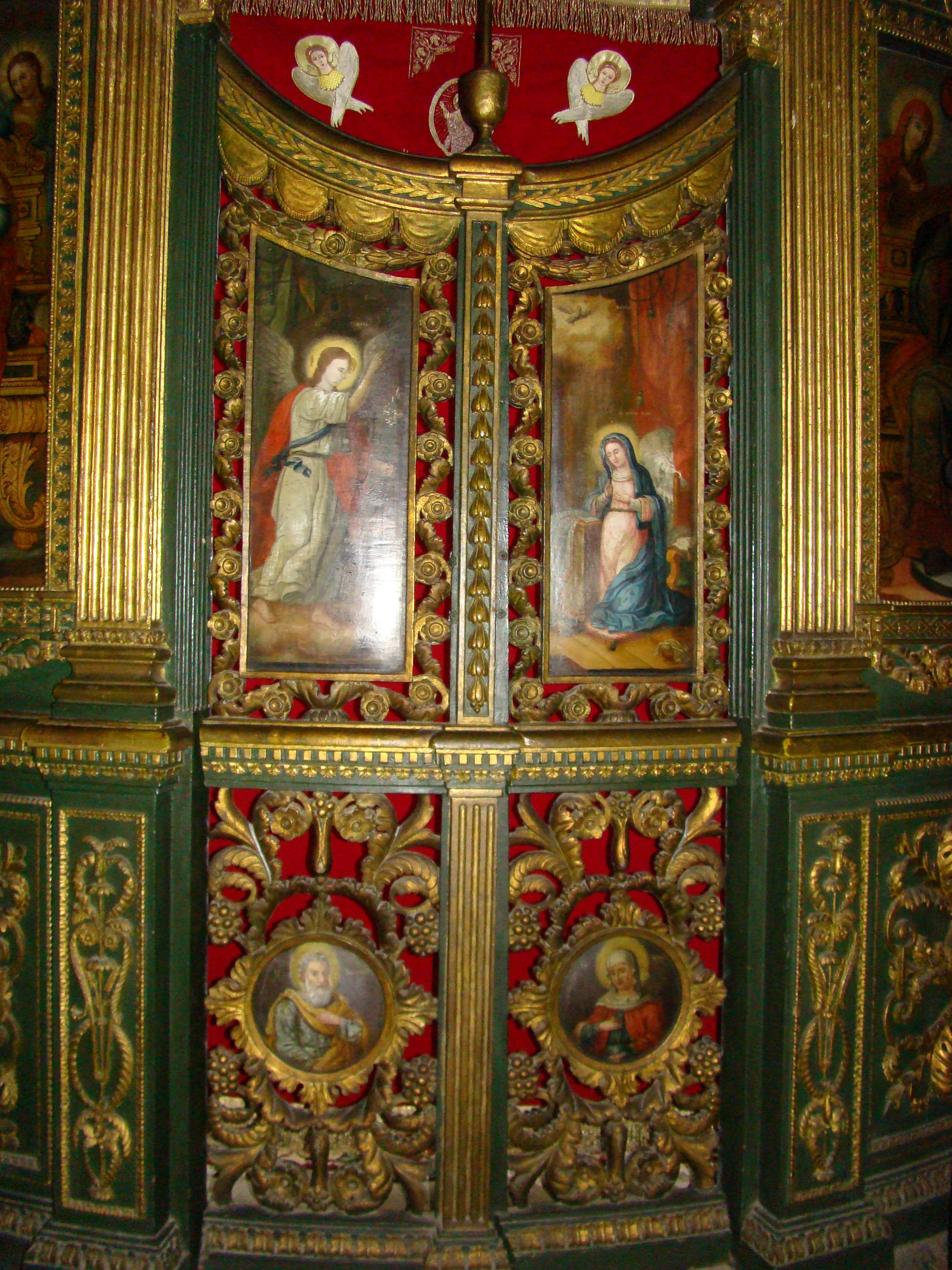
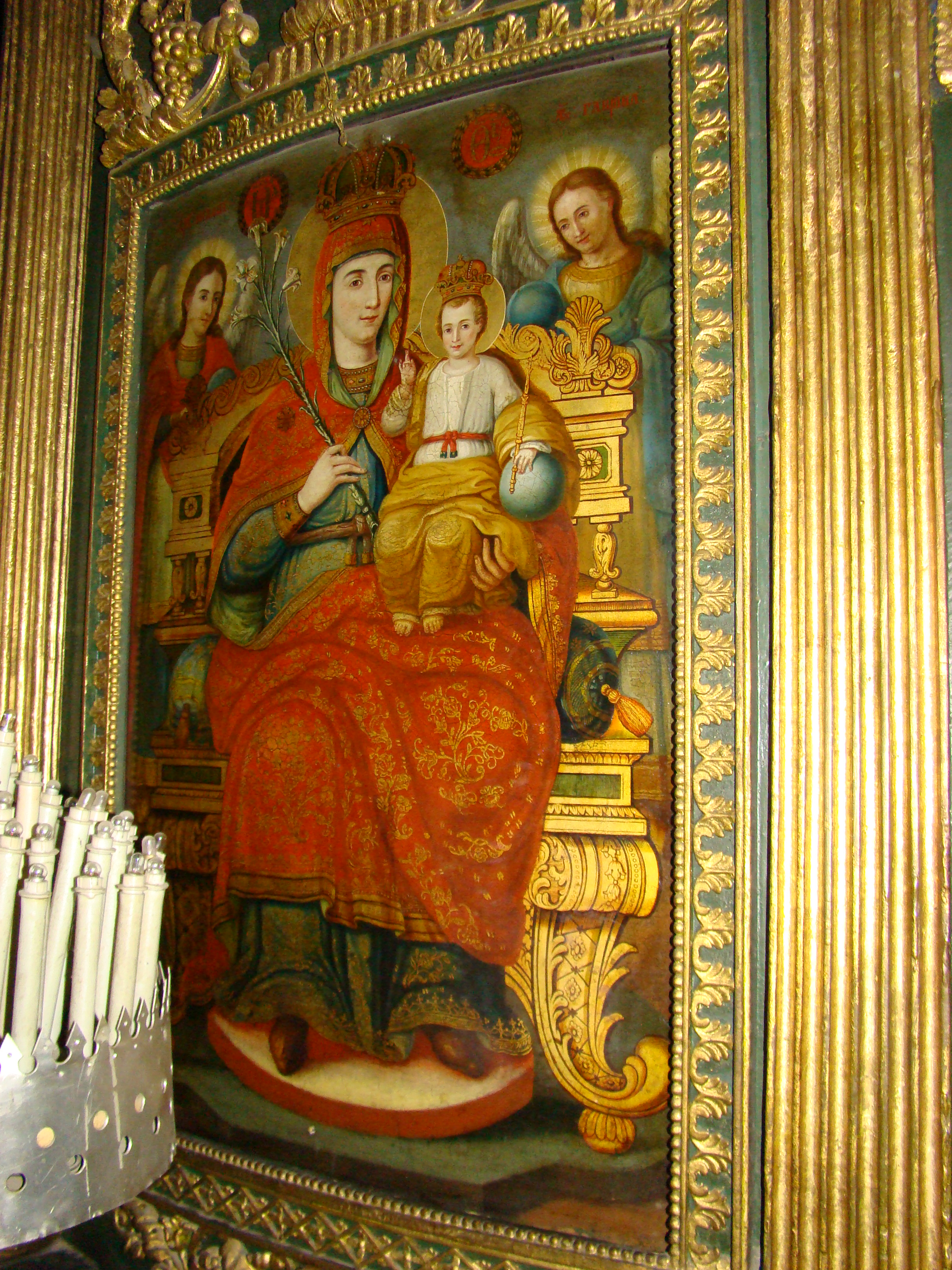
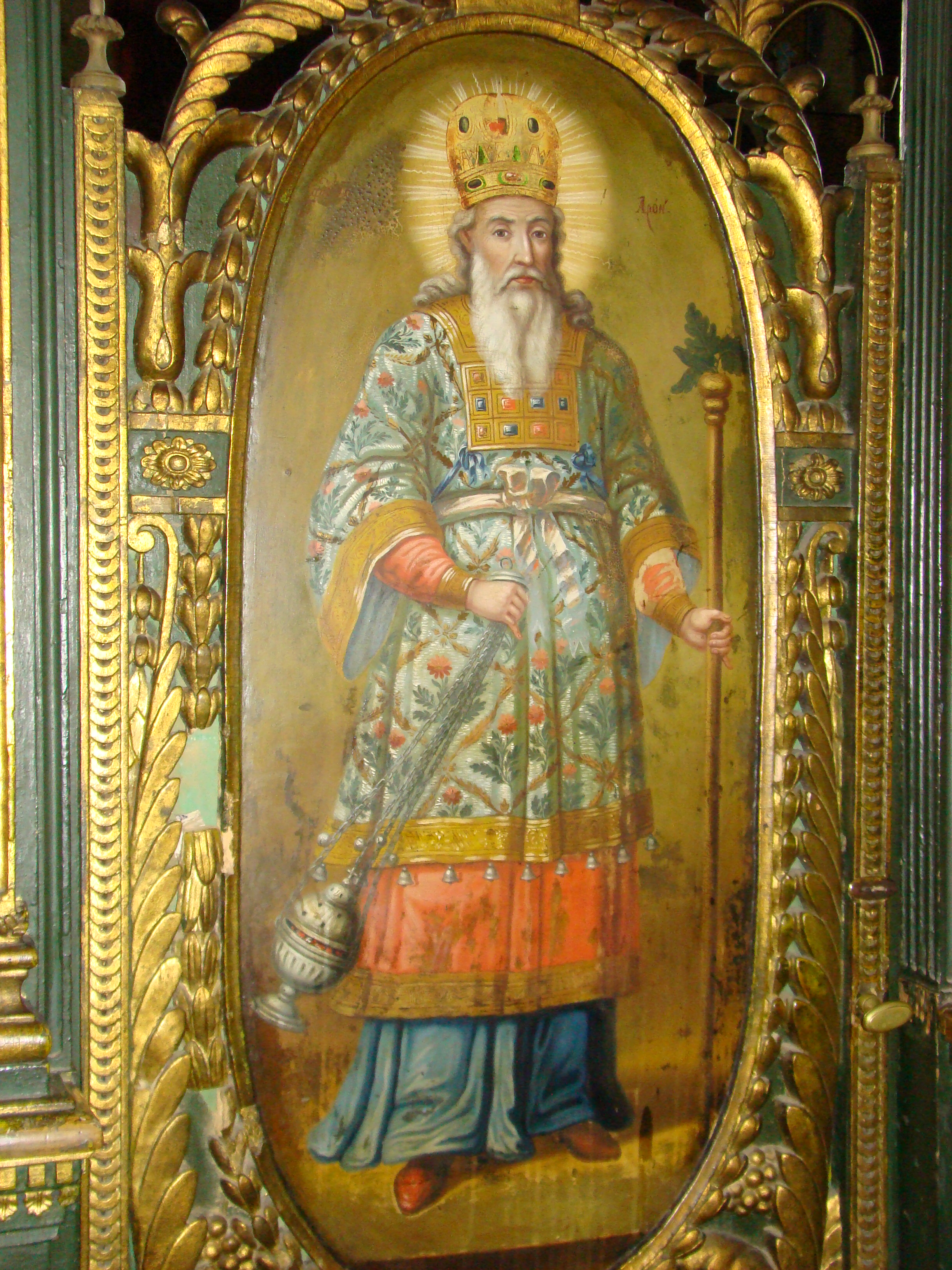
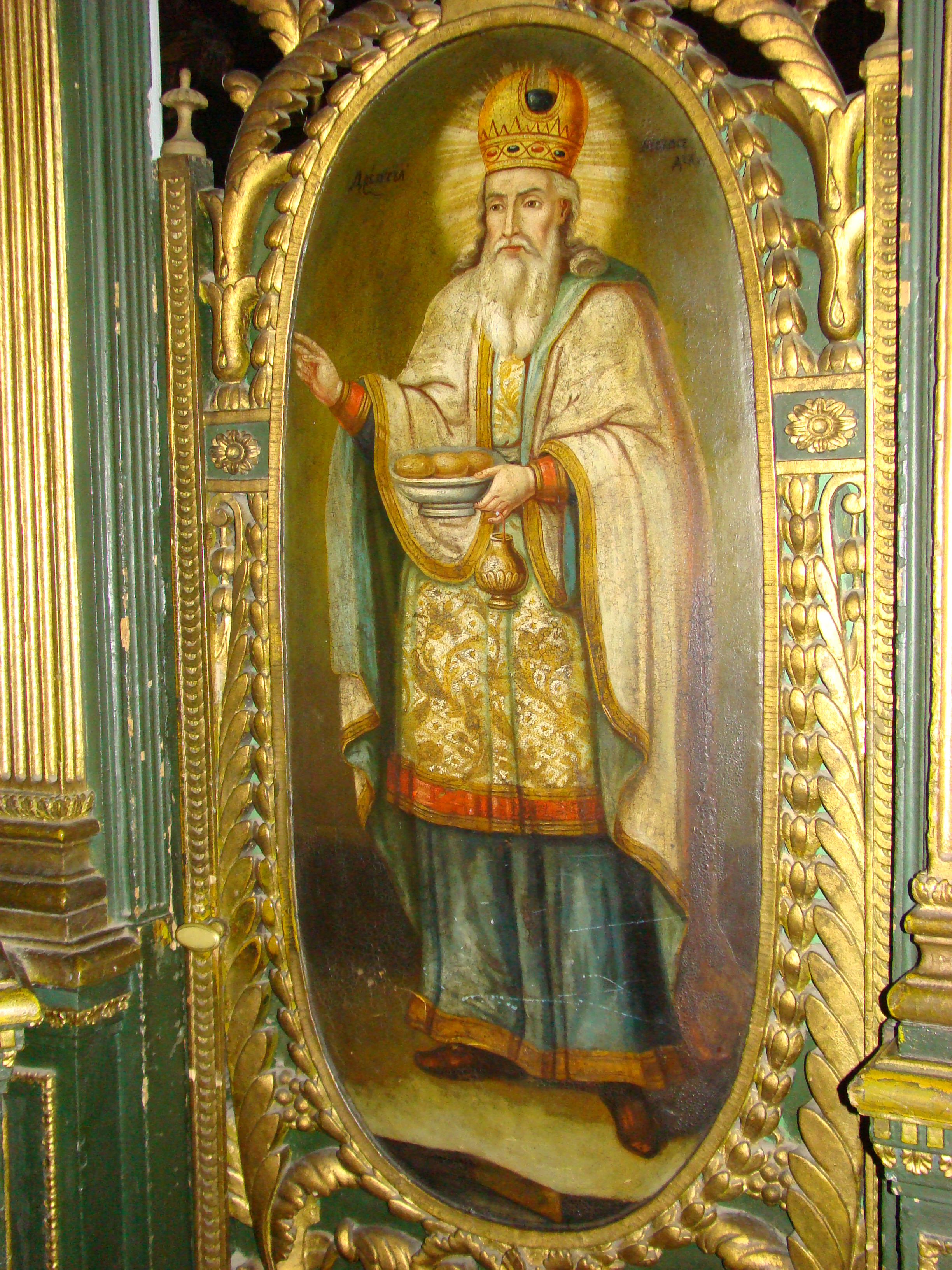
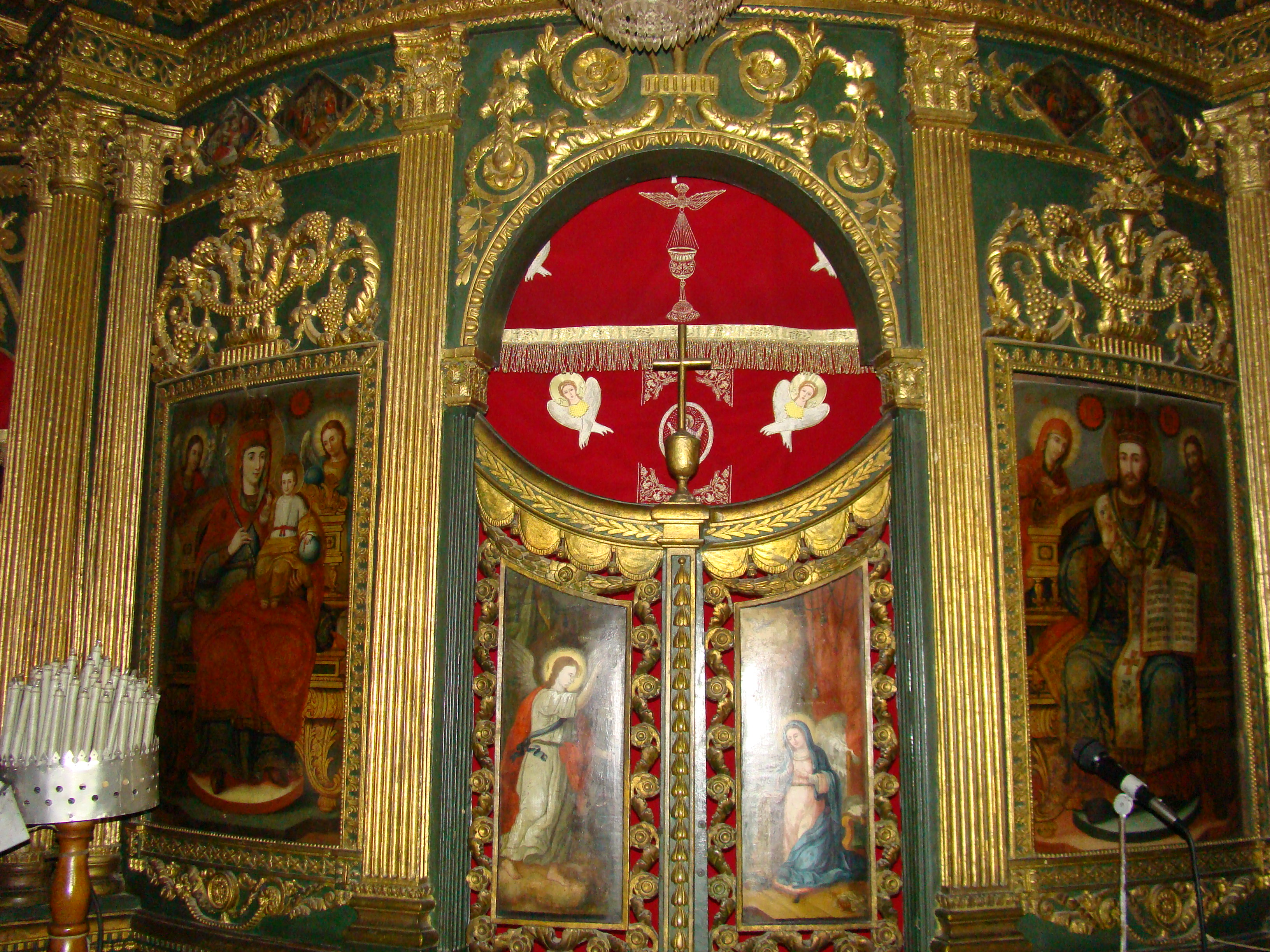
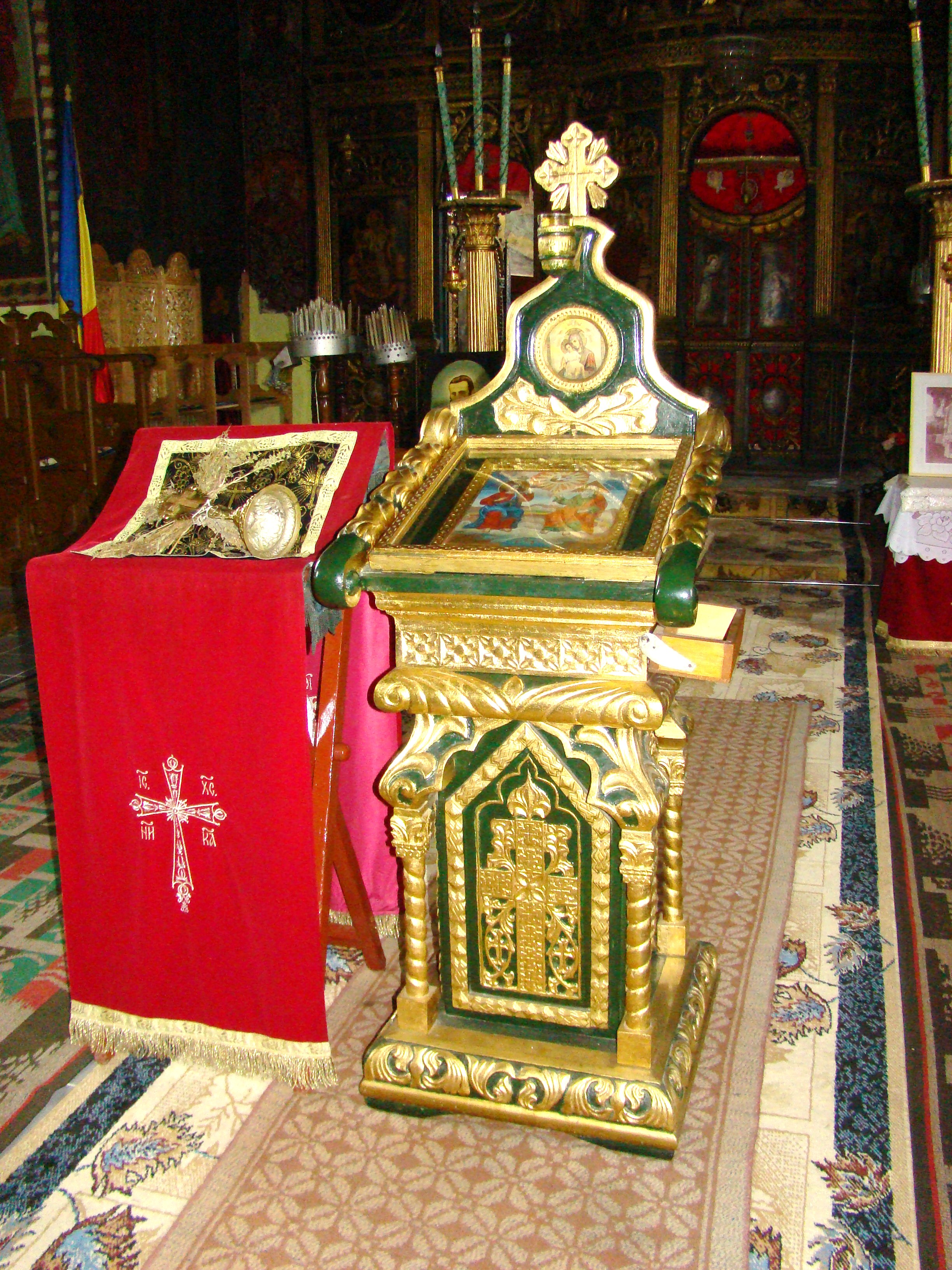
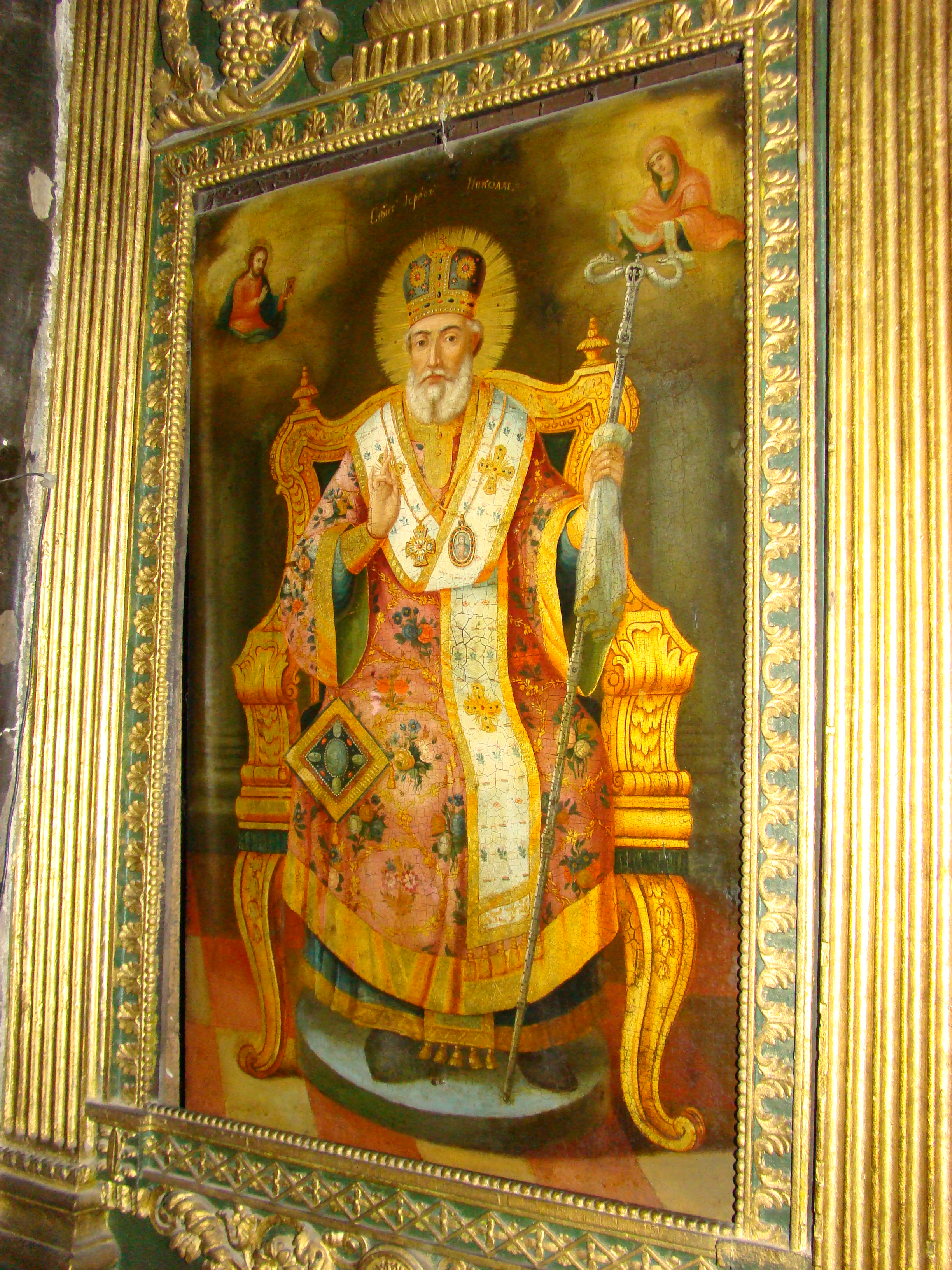
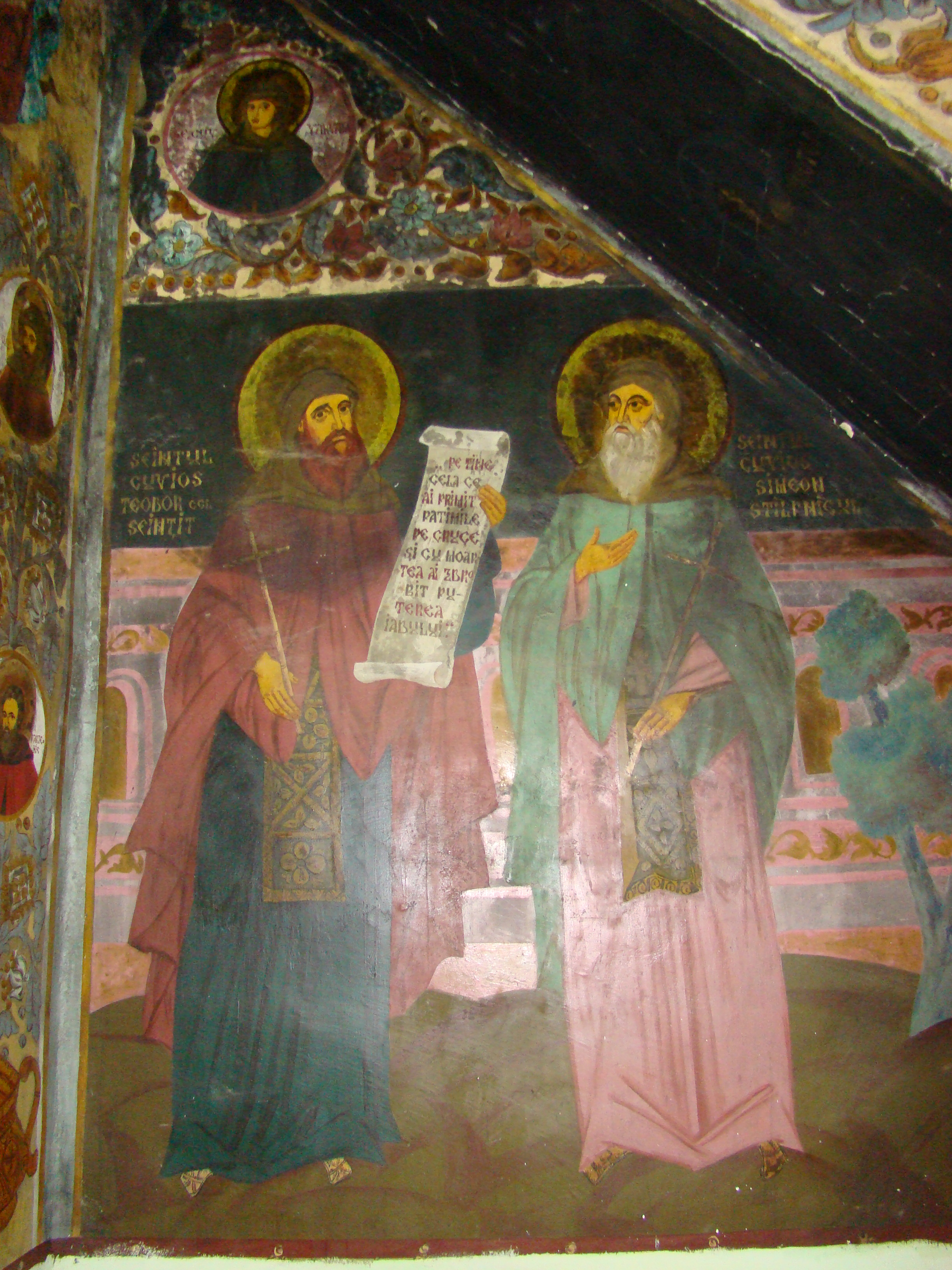
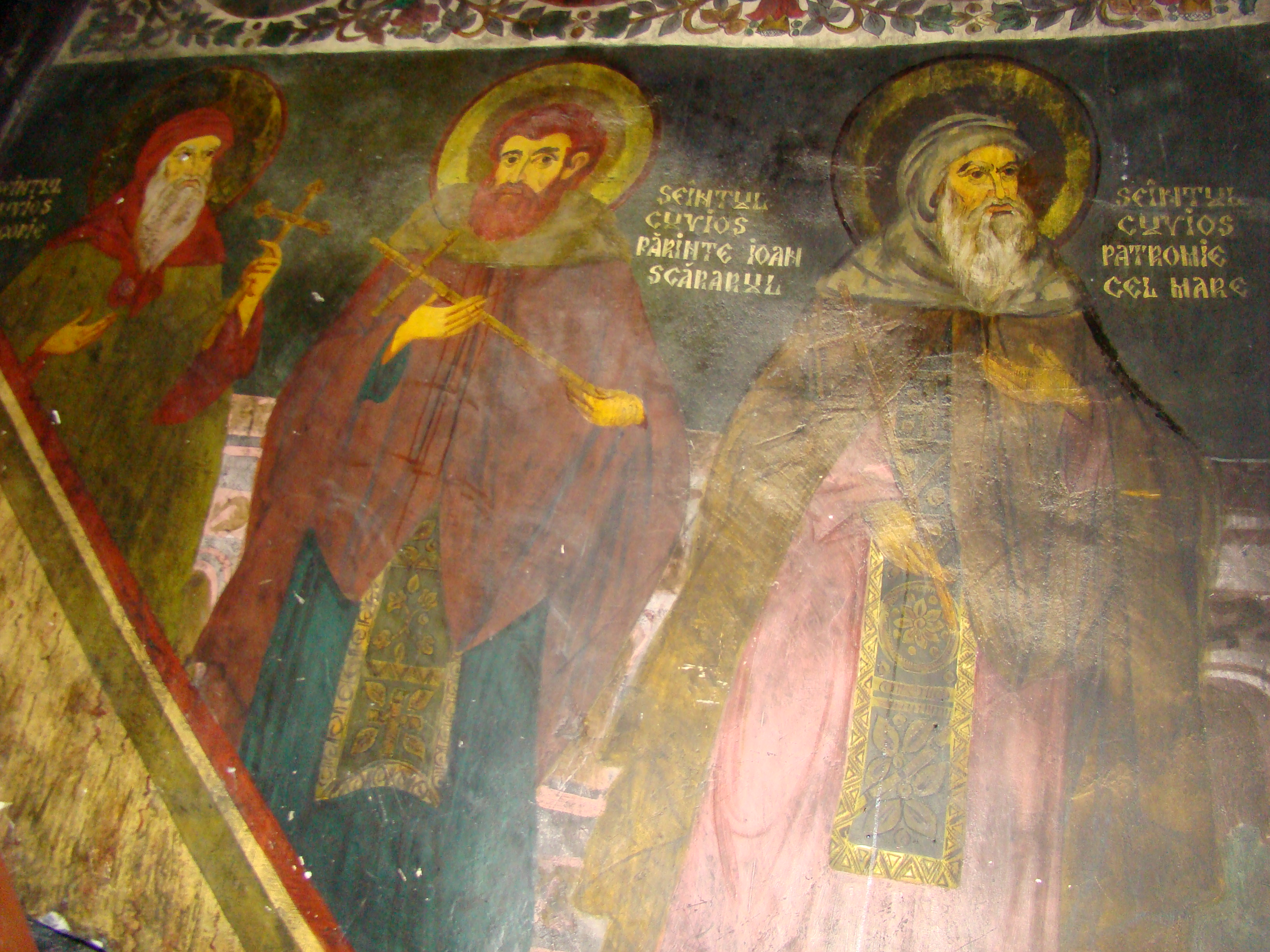
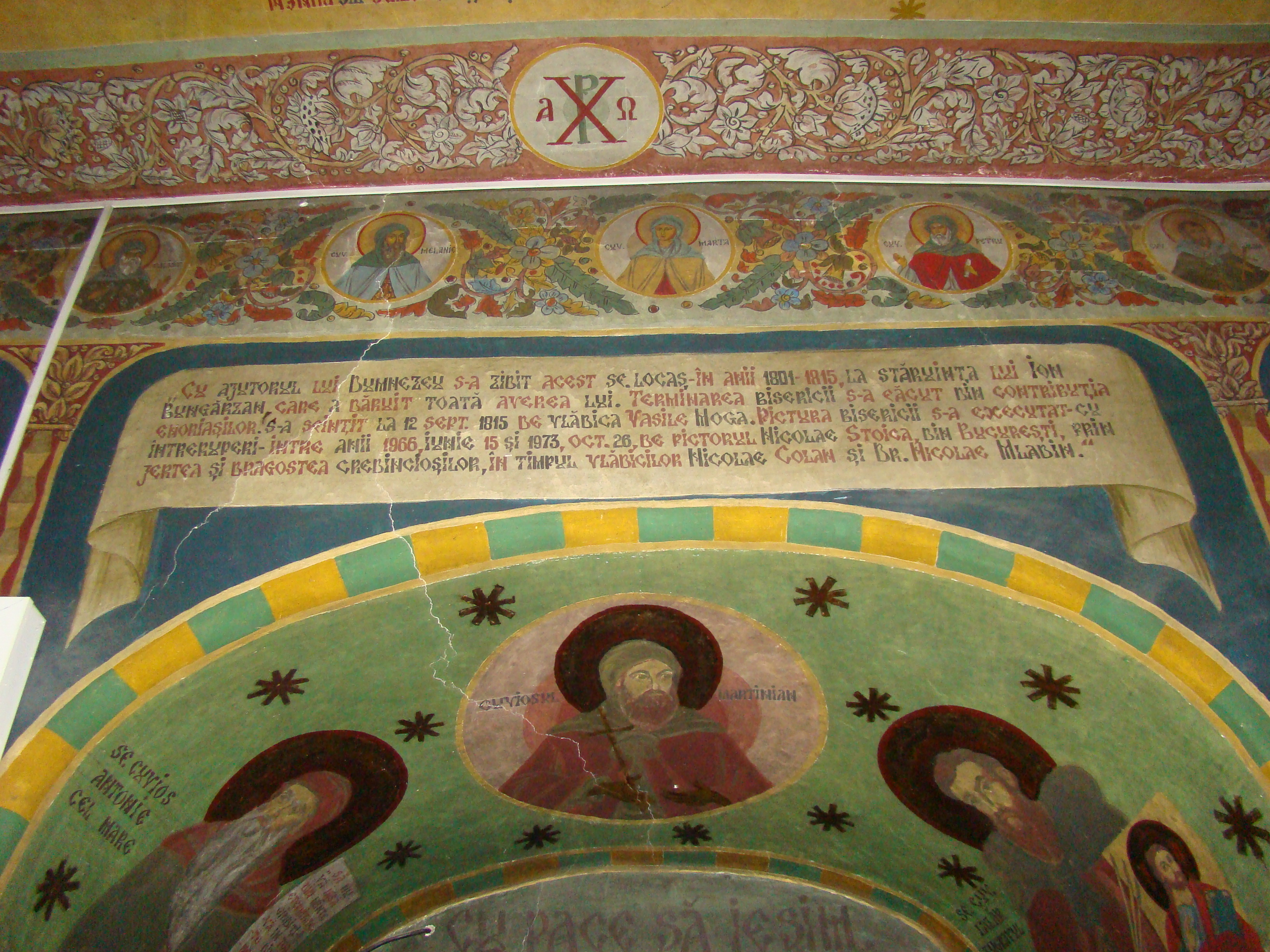
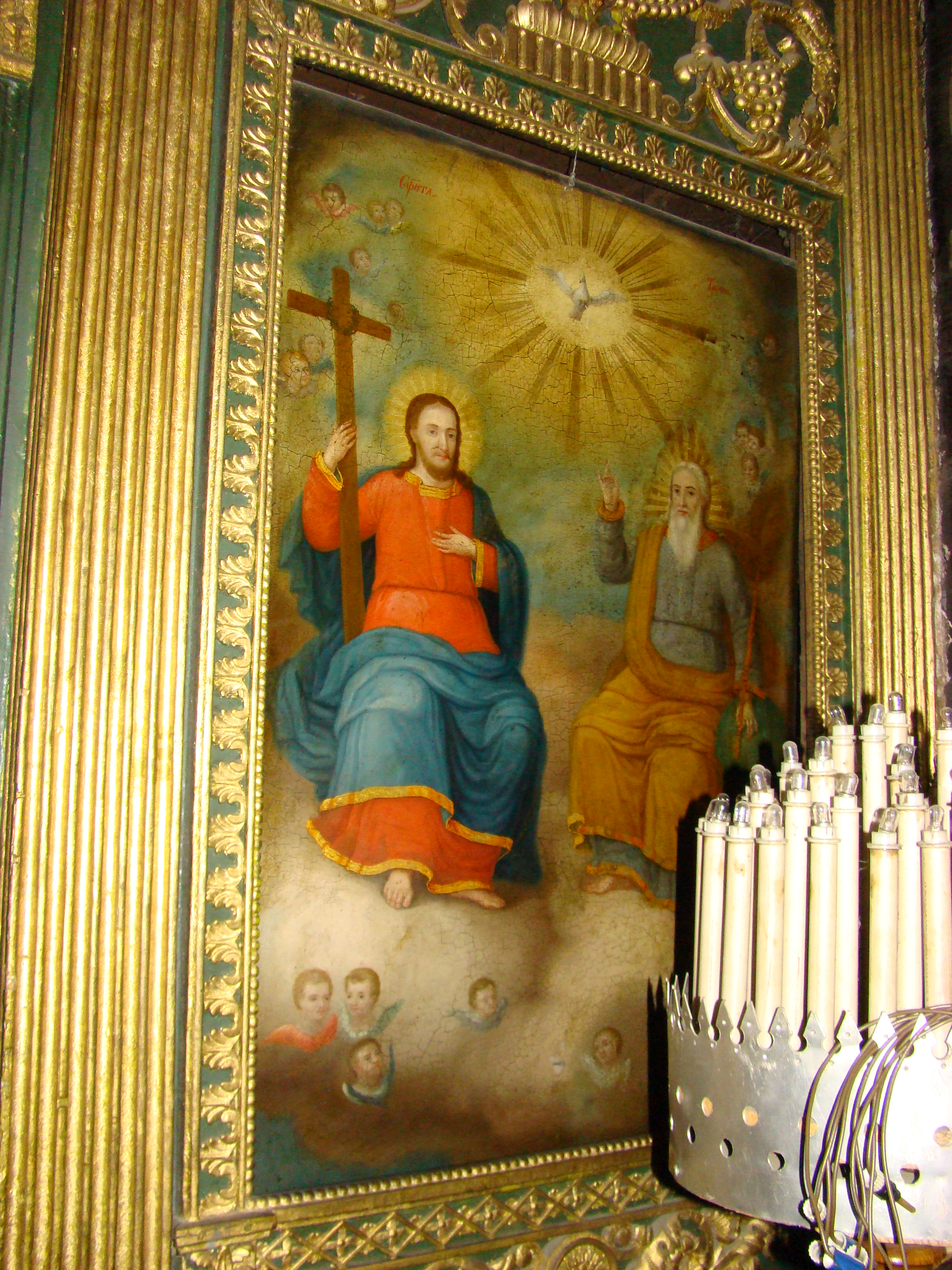
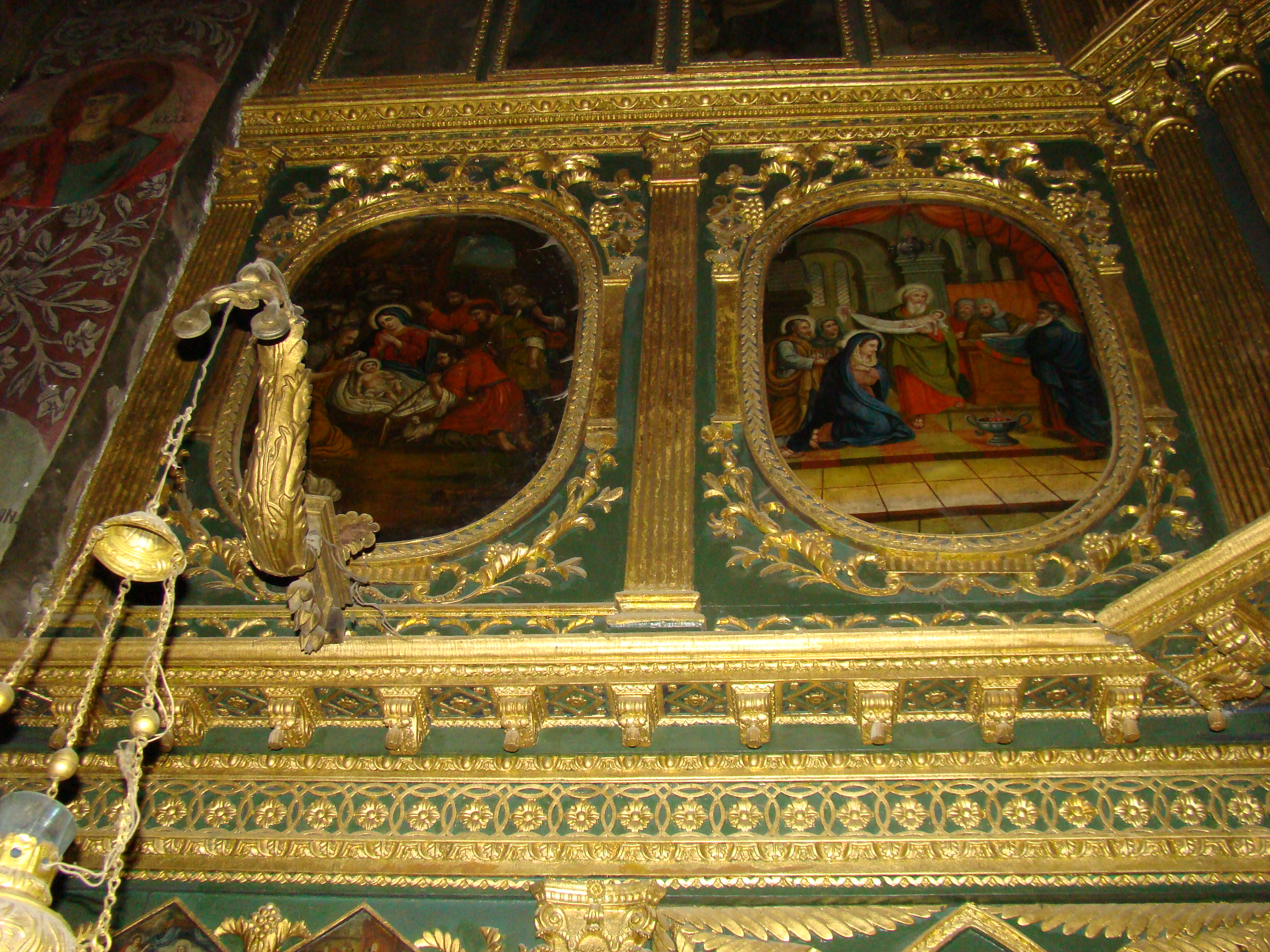
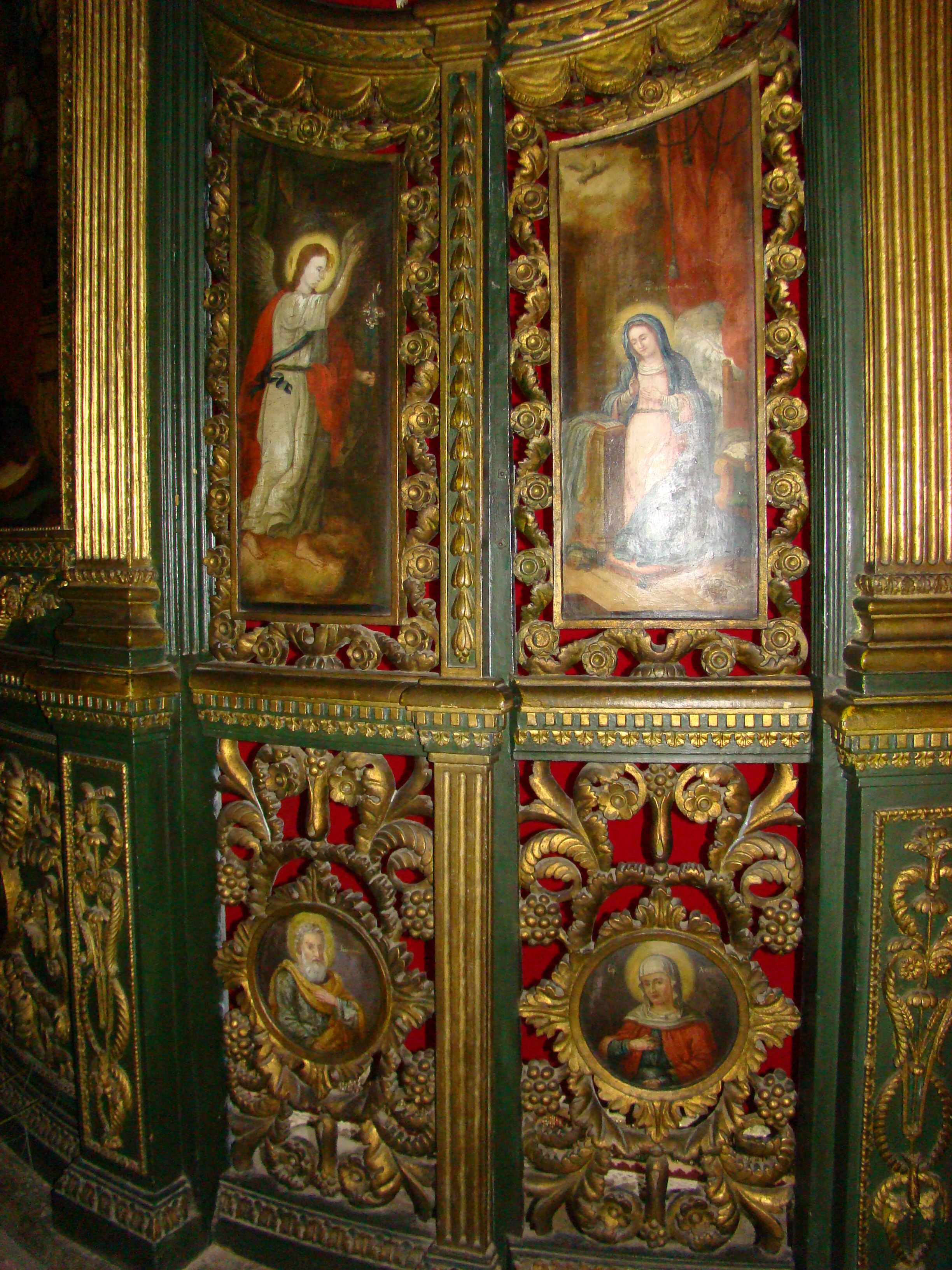
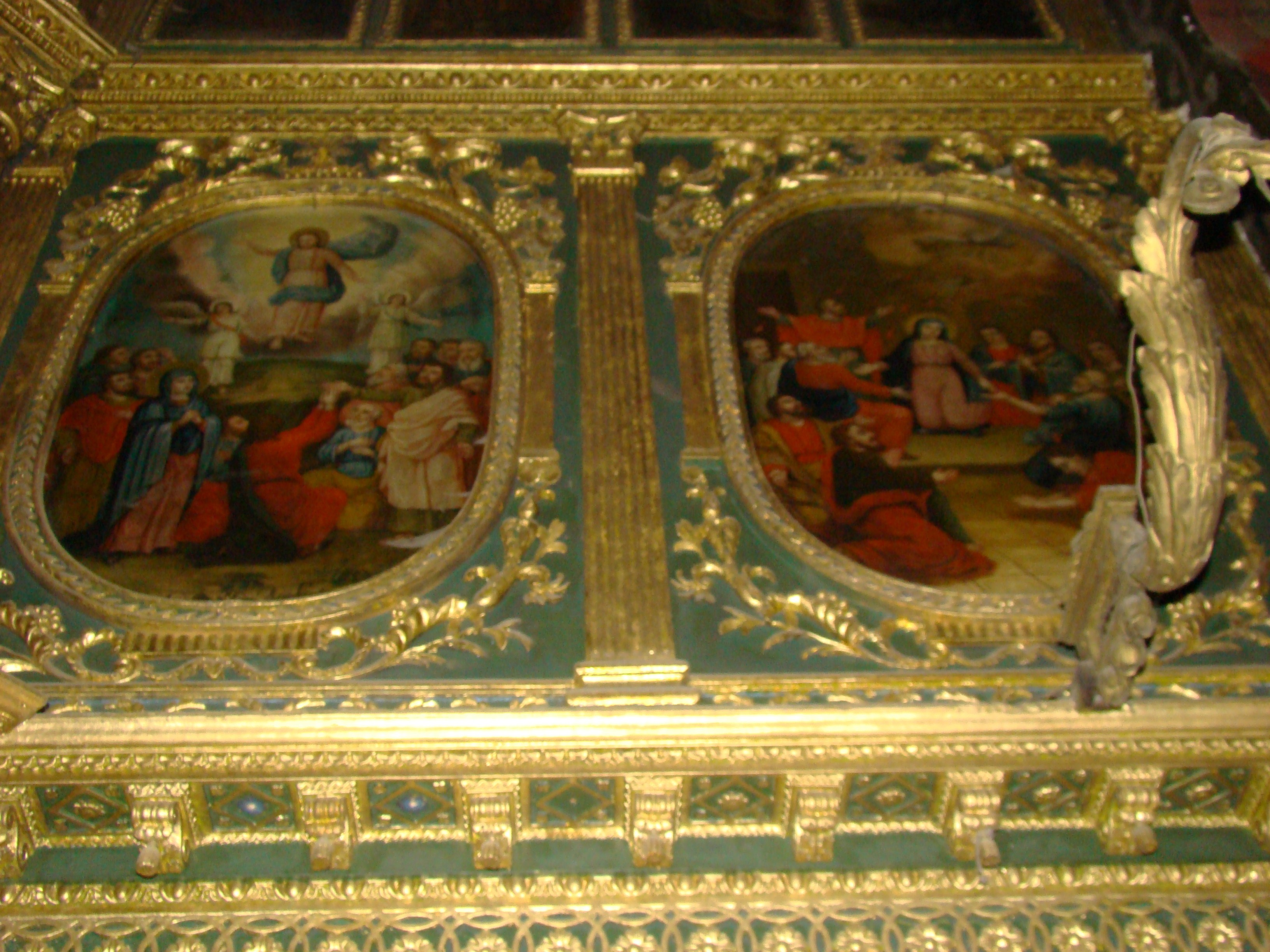
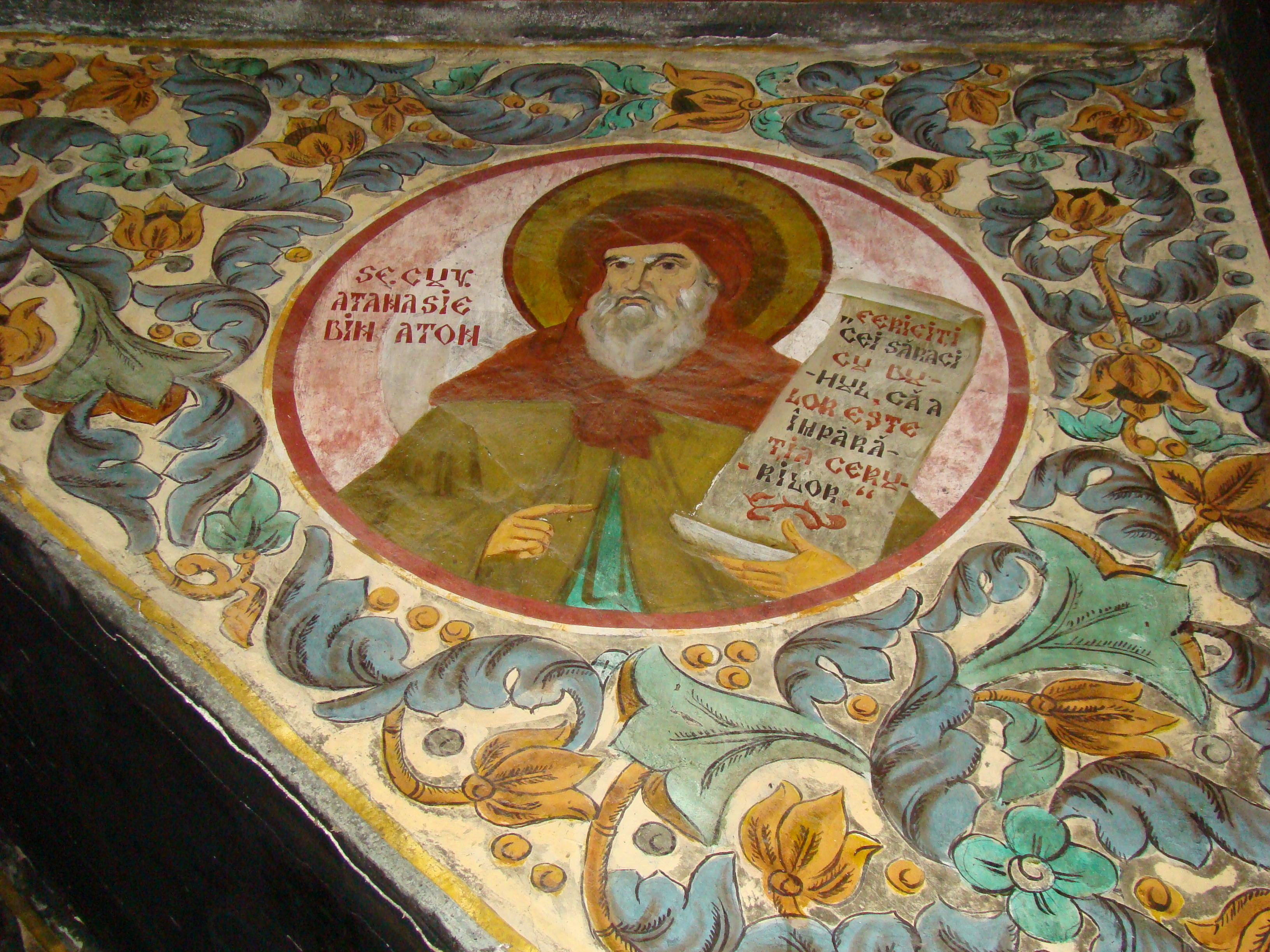
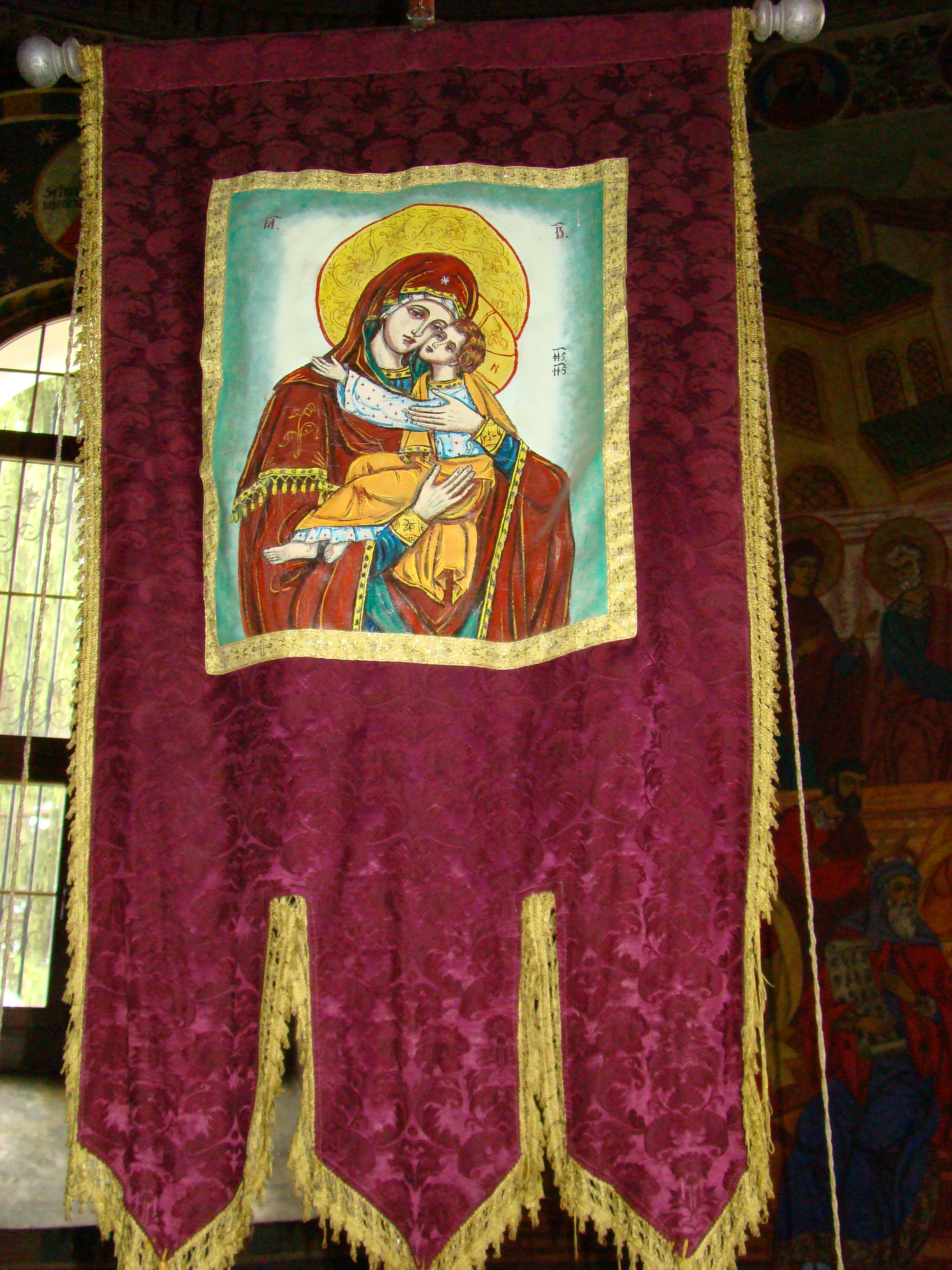
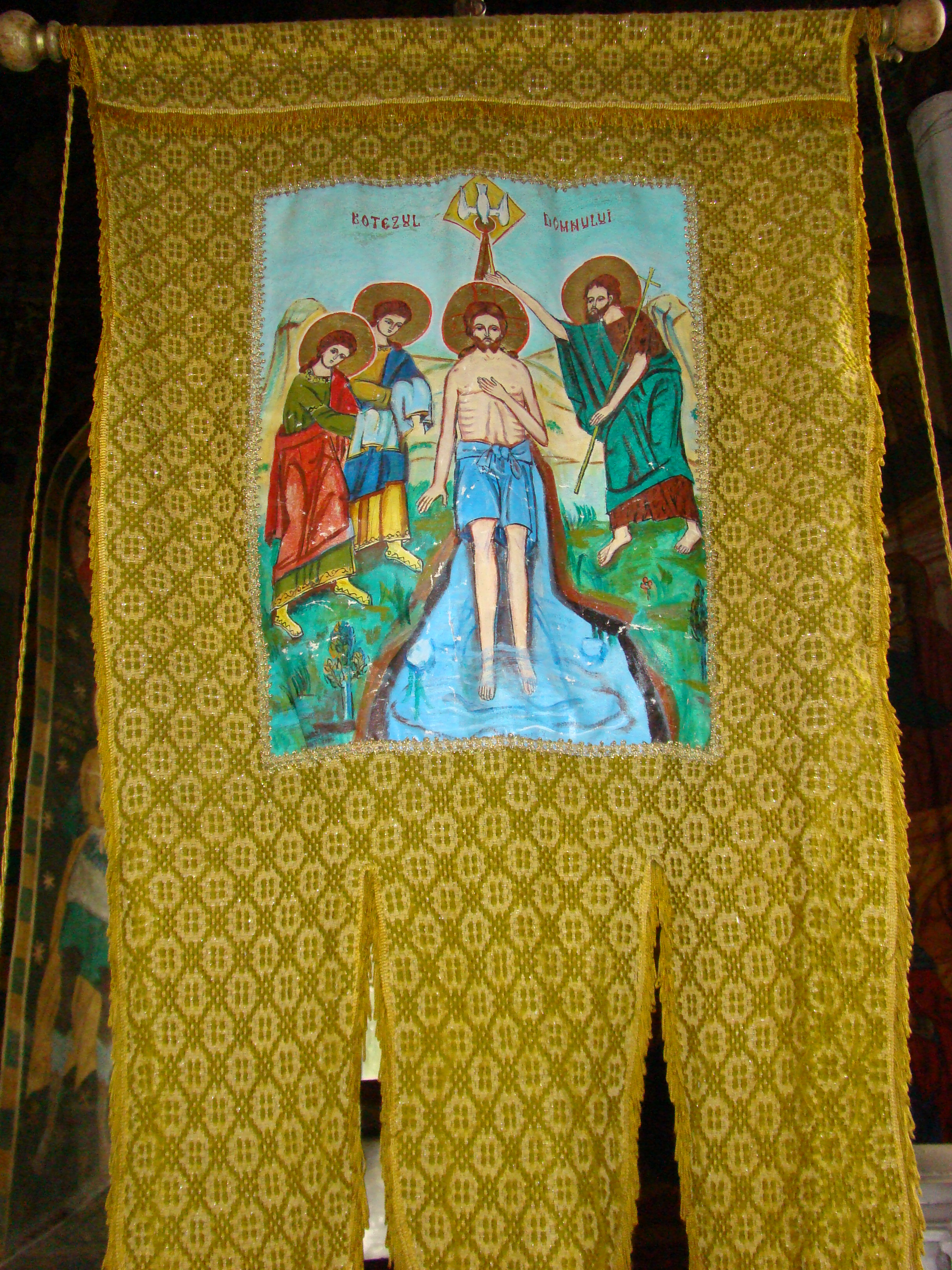
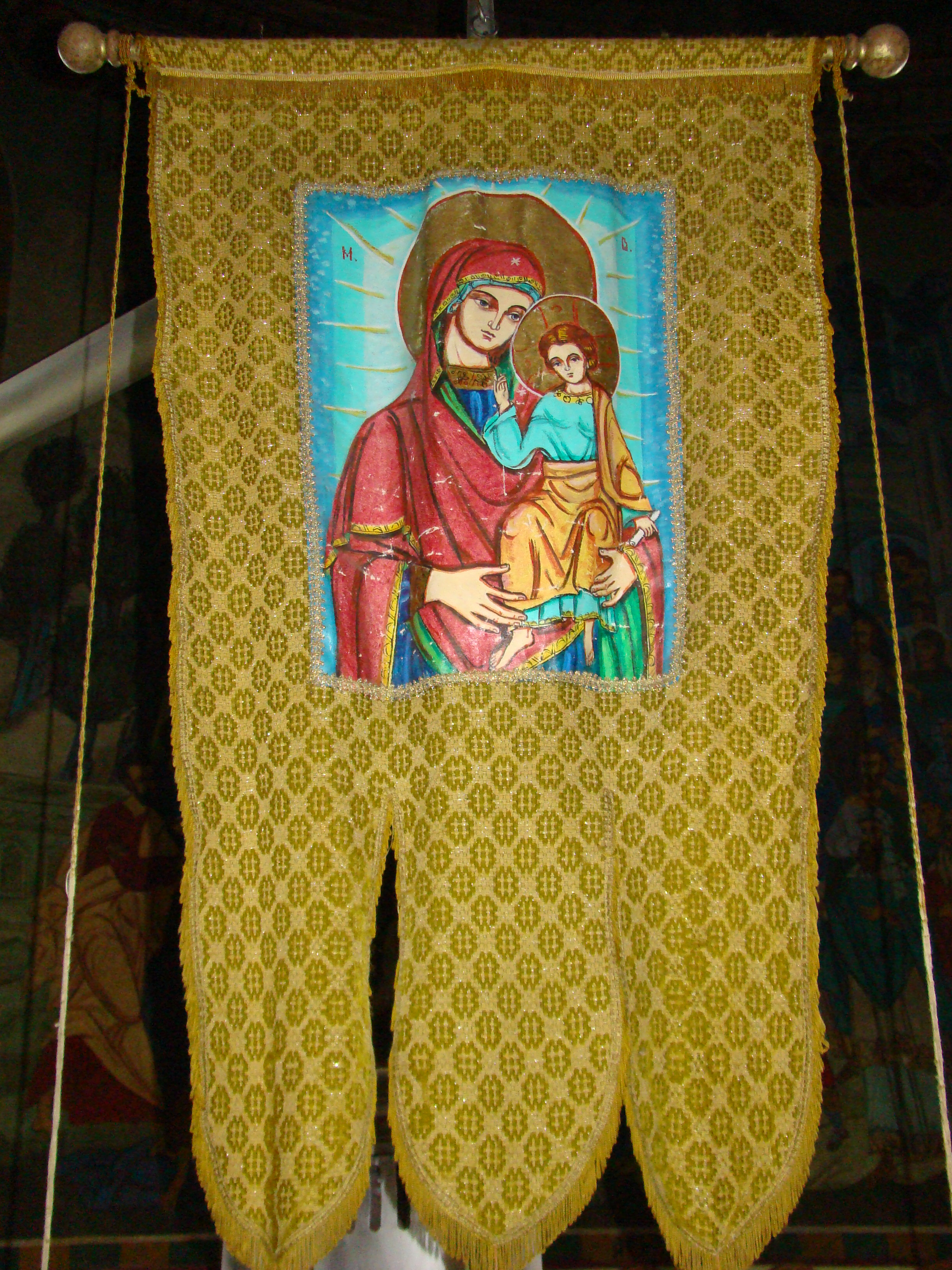
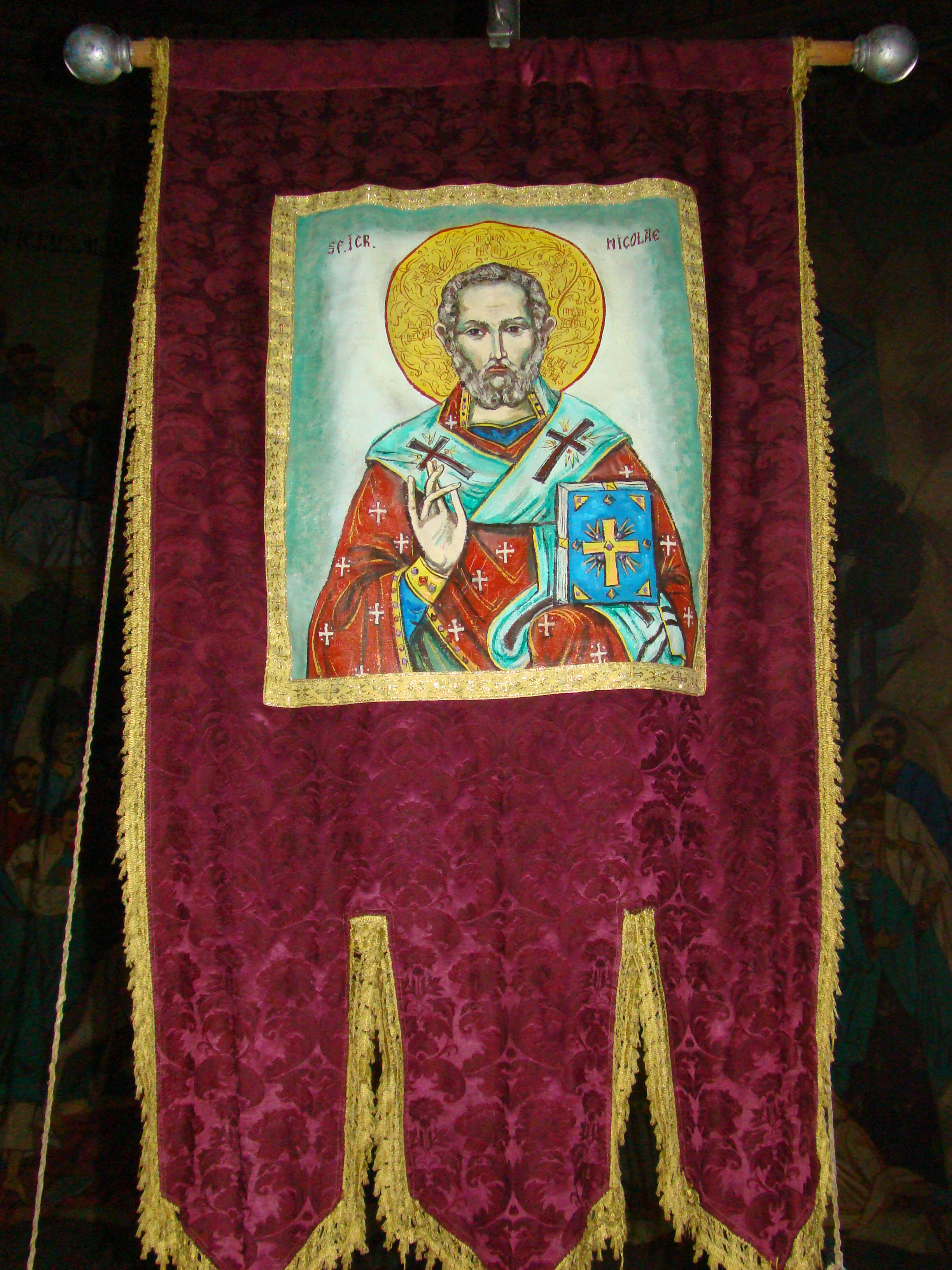
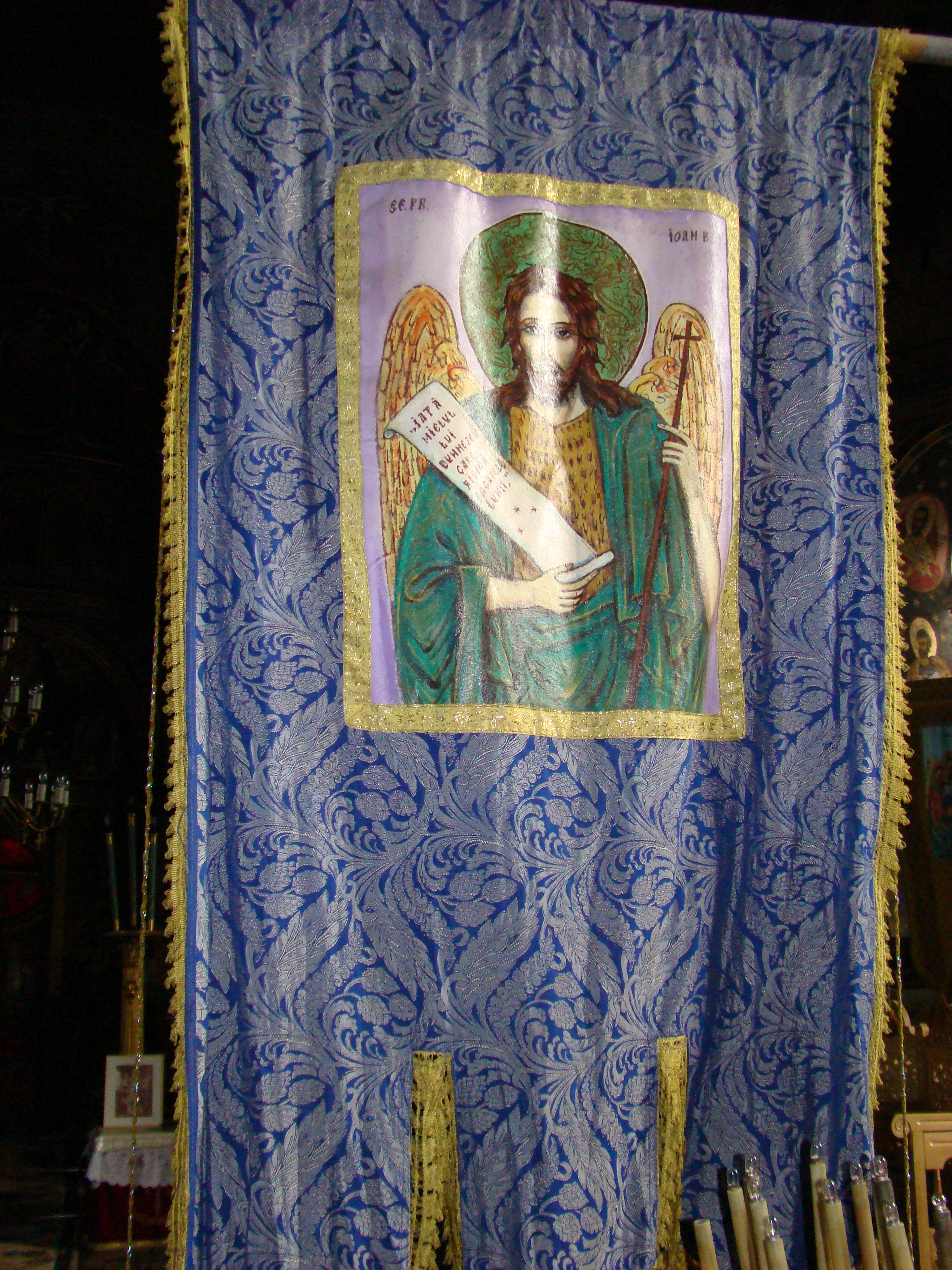
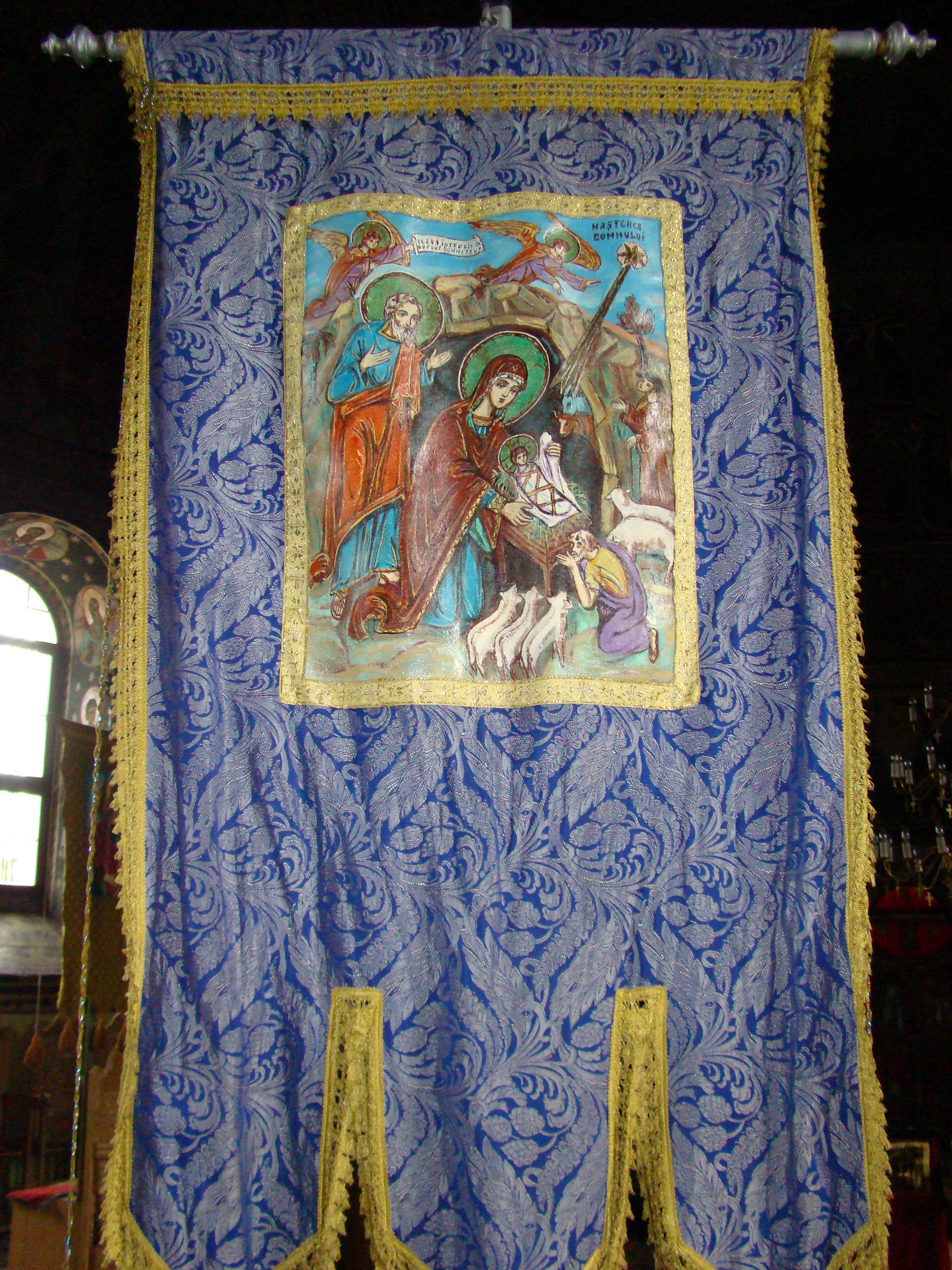